# Shiraz
Shiraz (/ʃiːˈrɒːz/ⓘ, en persa: شیراز Šīrāz) es una ciudad localizada al suroeste de Irán, capital de la provincia de Fars. Se encuentra localizada a 1486 m sobre el nivel del mar, al pie de los montes Zagros, con una población de 1 255 955 (2005). Shiraz fue capital de Persia durante la dinastía Zand, entre 1750 y 1794. Se la conoce como la ciudad de la poesía, el vino, las rosas y las luciérnagas.

## Historia
Se presume que Shiraz existe desde hace 2500 años. La referencia más antigua de la ciudad data del 550 a. C., aproximadamente. Su antiguo nombre elamita era el de Tiraziš, de acuerdo a unas tablillas de arcilla encontradas en Persépolis.  Fonéticamente, es interpretada como /tiračis/ o /ćiračis/. En persa antiguo, este nombre dio /širājiš/; que a su vez evolucionó hasta Shirāz. El nombre de Shiraz también aparece en unos sellos de arcilla encontrados en Qasr-i Abu Nasr, ruinas sasánidas ubicadas al este de la ciudad, que datan del siglo II. De igual forma se encontraron reportes que indican que la ciudad albergaba dos importantes templos de fuego llamados Hormozd y Karnian, y una antigua ciudadela llamada Pahndar o Bandar, la cual existió hasta 1620, aproximadamente. Estos documentos sugieren que Shiraz era una ciudad con una considerable población y posiblemente un centro administrativo a finales del período que comprende el Imperio sasánida.

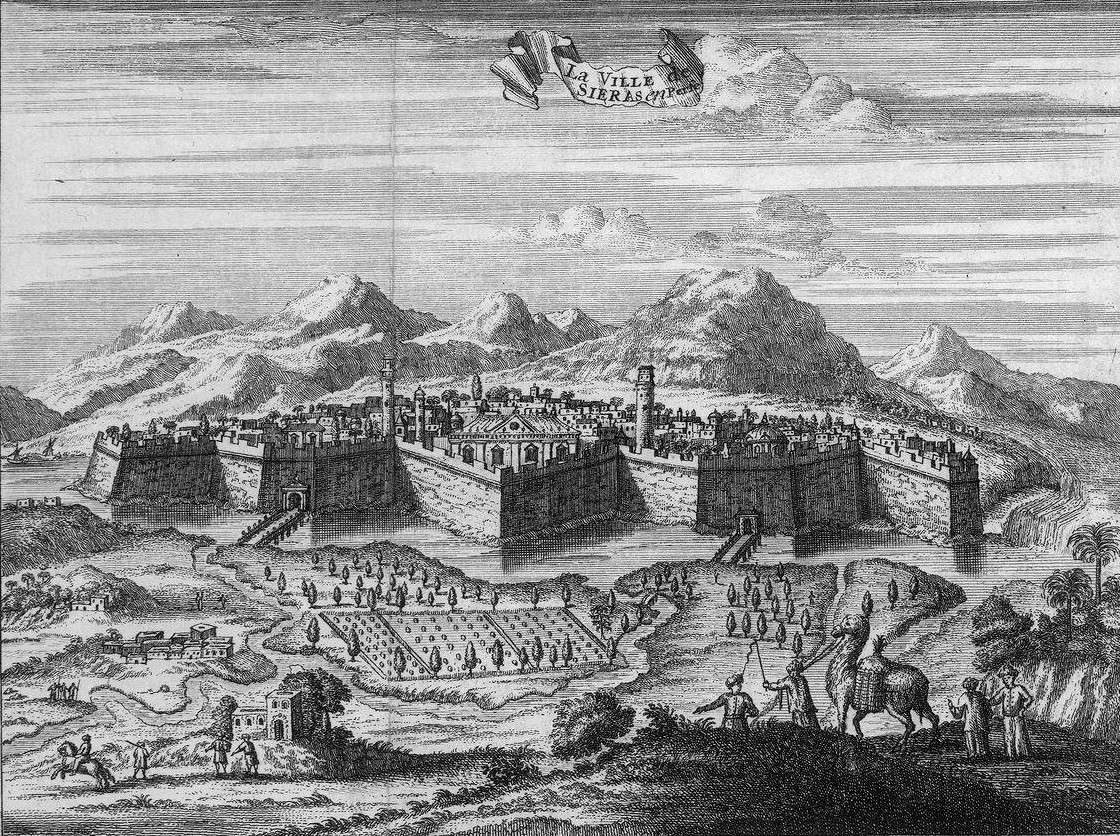
Shiraz, Jean Struys, 1681

Al caer el Imperio sasánida, los árabes avanzaron hacia Fars. En 641, el ejército árabe comandado por 'Umar ibn al-Jattāb ocupa Shiraz. Los habitantes se vieron forzados a pagar tributo o emigrar. Sin embargo, durante dos siglos, Shiraz fue el sitio de residencia de los gobernadores árabes de Fars, sustituyendo a Istakhr, ciudad destruida en 653, como principal ciudad de la provincia.
En 869, Yaqub ibn al-Layt, líder safarí, derrota al califa gobernador de Fars Ali bin Hosayn, conquista y saquea Shiraz. Hacia 879, tras una década de incursiones safaríes, la provincia de Fars quedaría bajo dominio safarí.  Su hermano, Amr al-Layt Saffarí, construye la mezquita Masjid-e Jomeh-e 'Atiq en Shiraz.
Los buyíes invaden Fars en 933; 'Imad al-Daula 'Ali ibn Buya toma la ciudad de Shiraz, decide asentarse en la ciudad desde donde controla la provincia. Este, al no tener hijos, nombra heredero a su sobrino. Al morir 'Ali en 949, Fana Cosroes, hijo de Rukn al-Daula Hasan ibn Buya, se convierte en emir y toma el título de 'Adud al-Daula. De esta forma, Shiraz se convierte en capital de los buyíes. En estos años, durante una breve estancia en Shiraz, Rukn al-Daula manda construir el Roknabad (conocido también por Aub-e Rokní), un canal subterráneo que llevaba agua de manantial a la ciudad desde una montaña ubicada a 10 km al noreste de Shiraz, obra inmortalizada en algunos poemas de Hafiz. 'Adud al-Daula convirtió la ciudad en un centro económico y cultural, construyó el hospital Adhudi (Bimaristan-i Adhudi), que habría de ver pasar el médico al-Rāzi), así como mezquitas, jardines y palacios, de los cuales destaca uno en el cual había 360 cuartos y una gran biblioteca que albergaba libros de cualquier rama del conocimiento, de acuerdo con descripciones de Al-Muqaddasi. Al este de la ciudad, 'Adud al-Daula mandó construir un pueblo, Kard Fana Cosroes, para albergar a su ejército. También ordenó construir la presa Band-i Amir, localizada entre Istajr y Shiraz, la cual irrigaría hasta 300 pueblos de Fars. Durante su mandato, la rama hanafita suní se había posicionado entre el pueblo shirazí, coexistiendo con otras minorías de judíos, cristianos y zoroastrianos que practicaban libremente sus credos.

## Galería

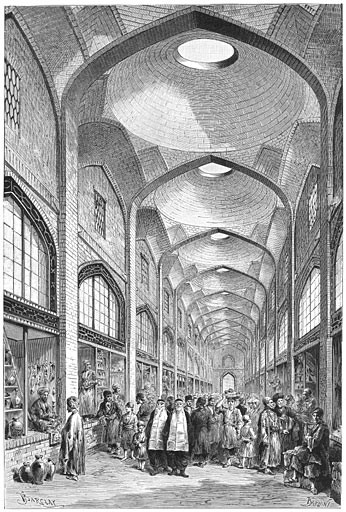
Vakil Bazar, Jane Dieulafoy, 1881.
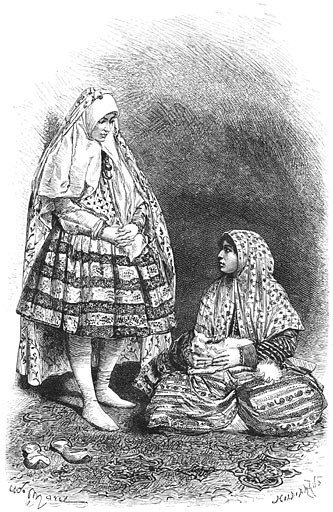
Mujeres de Shiraz, Jane Dieulafoy, 1881.
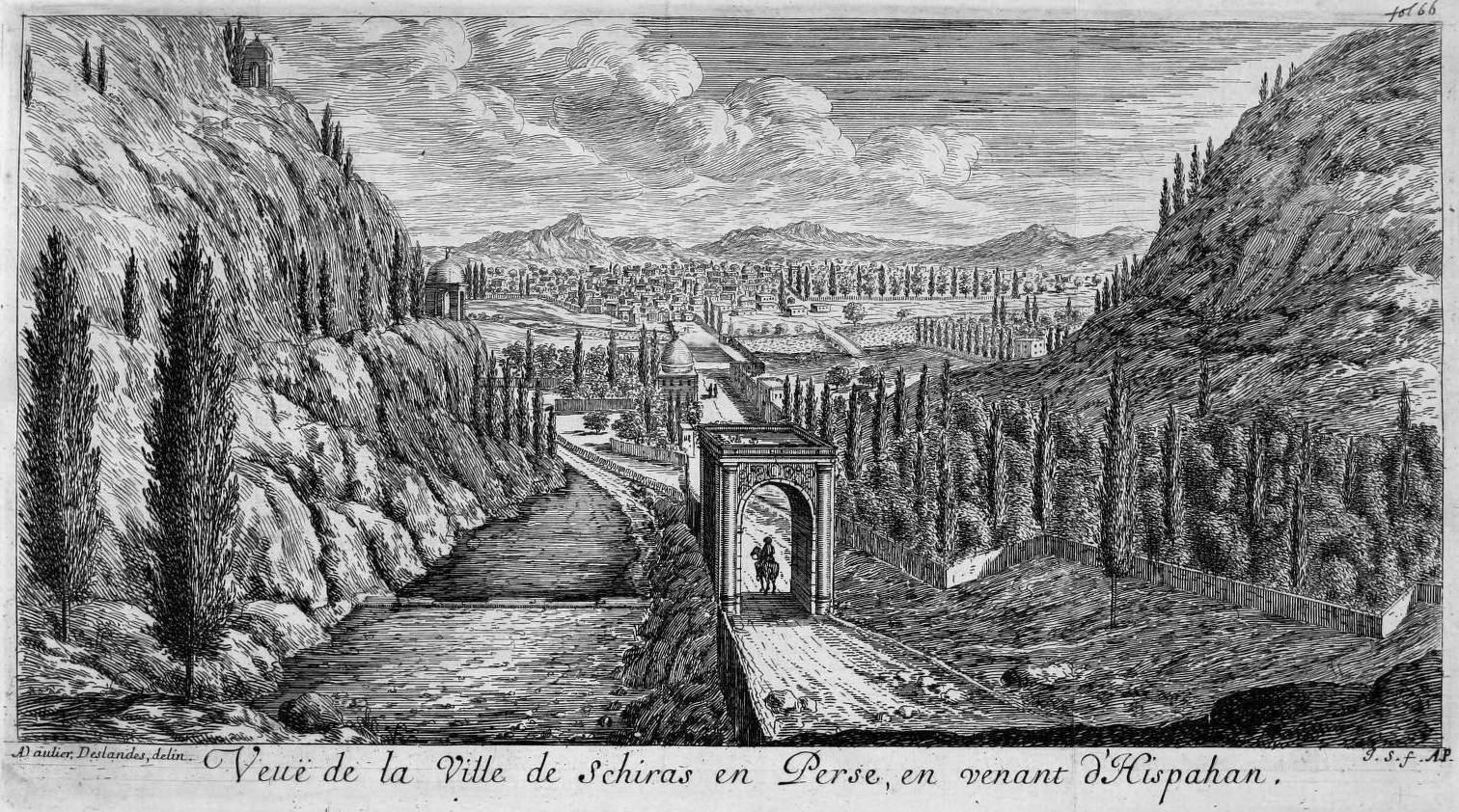
Shiraz, André D. Deslandes, 1671.
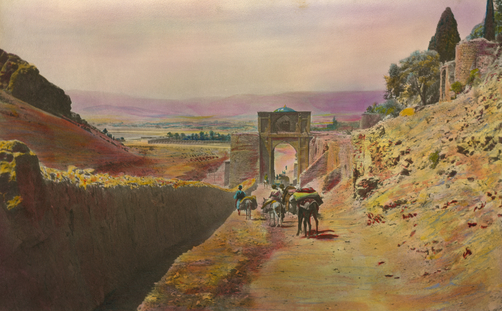
La puerta del Quran, Harold F. Weston.
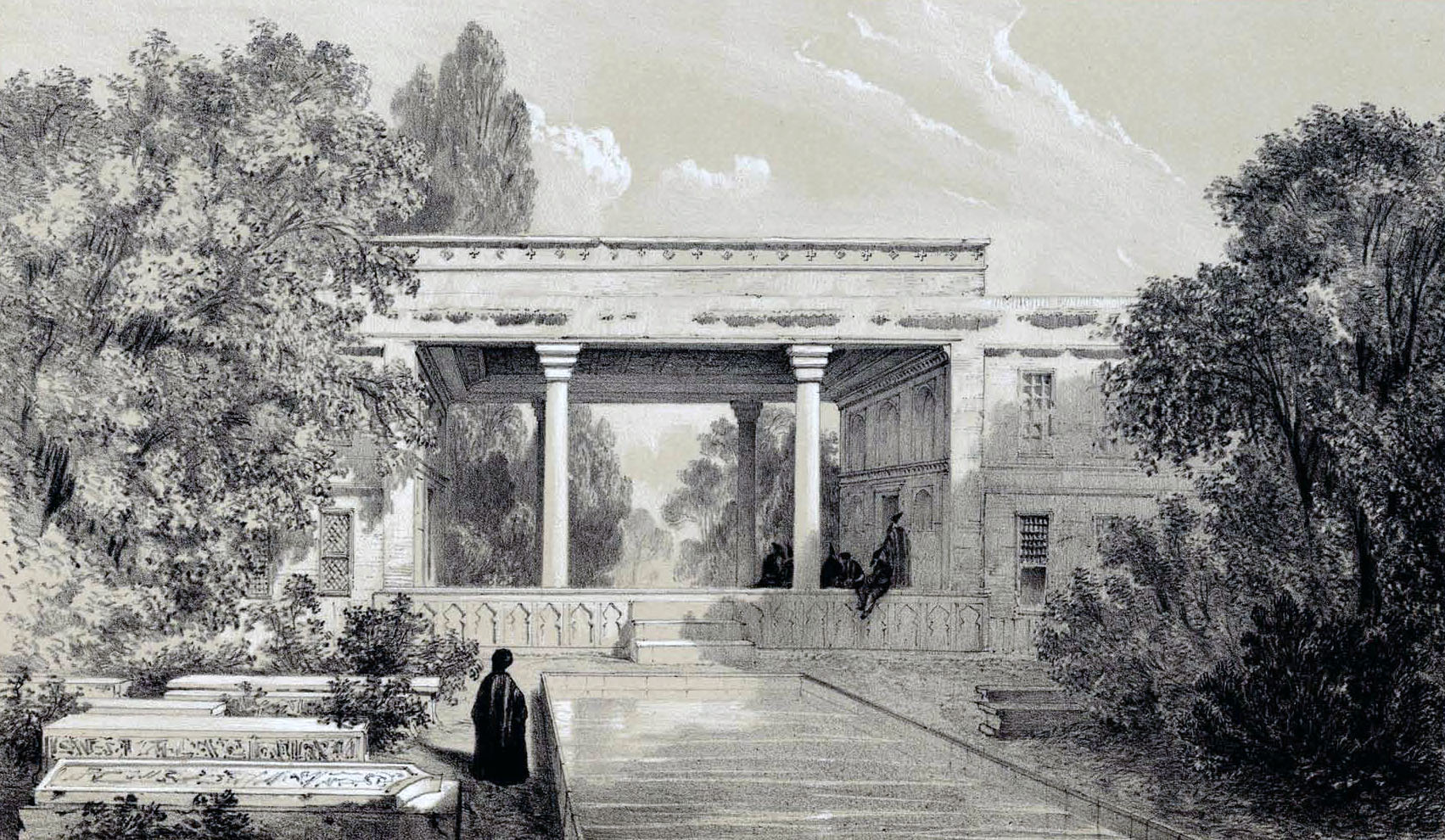
Tumba de Hafez, Eugène Flandin, 1851.
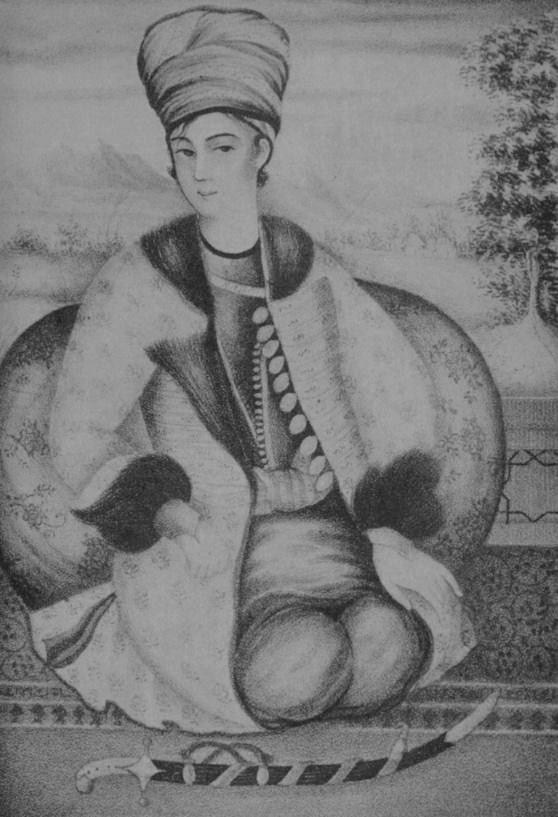
Lotf Ali Khan.

Esta estabilidad duró hasta la muerte de 'Adud al-Daula en 983, tras lo cual la ciudad se vio envuelta en años de inestabilidad que llevó a la ruina a la ciudad de Kard Fana Cosroes. En los años siguientes, los hijos de 'Adud al-Daula: Shirdil, Marzuban y Baha' al-Daula, se disputarían el liderazgo, tomando posesión de la provincia de Fars en distintas ocasiones, lucha que continuaría con los hijos de este último hasta que los turcos selyúcidas se apoderan de la ciudad en 1053. Hacia el primer milenio, Samsam al-Daula mandó construir la primera muralla alrededor de Shiraz que no impidió que los turcos selyúcidas atacaran y saquearan la ciudad. Apenas unos barrios de la ciudad escaparon a la destrucción, junto con la vieja mezquita y la biblioteca. Sin embargo, los selyúcidas se asentaron finalmente en la ciudad. Los atabegs selyúcidas reconstruyeron la ciudad agregando nuevas madrazas, y constituyeron fideicomisos para pagar los sueldos de juristas. Los selyúcidas fueron reemplazados por los salgúridas hacia el siglo XII, quienes continuaron gobernando como vasallos de los selyúcidas, y más tarde bajo el Imperio corasmio y el Iljanato.
Hacia la segunda mitad del siglo XII, Shiraz se vio envuelta en nuevas disputas dinásticas además de que su población tuvo que sufrir hambruna. Abu Bakr ibn Sa'd ibn Zangi, conocido también como Sa'ad I, atabeg desde 1195, recuperó un poco de prosperidad para la ciudad promoviendo la cultura, fomentando la agricultura, reduciendo impuestos y construyendo una nueva muraya, la mezquita congregacional Masyed-e Now y el bazar de Atabakí. Estos logros hizo que el poeta Shayj Musharrif-ud-din Muslih-ud-Din adoptara el nombre de Saadí para conmemorarlo. Sa'd ibn Zangi llegó a salvar la ciudad de ser destruida al ofrecer tributo a los mongoles del Iljanato, y por un tiempo previno que sus representantes entraran a la ciudad al transferir su sede de gobierno al jardín Bag-e Firuzí ubicado a las afueras de la muralla. Sus dos visires siguieron su ejemplo al establecer fideicomisos de caridad y llevaron a cabo notables construcciones. Uno de ellos, Amir Moqarrab-al-Din, descubrió la tumba de Ahmad ibn Imam Musa al-Kazim, a quien le erigió el mausoleo de Shah-e Cheragh que habría de convertirse en el santuario más sagrado de Shiraz.

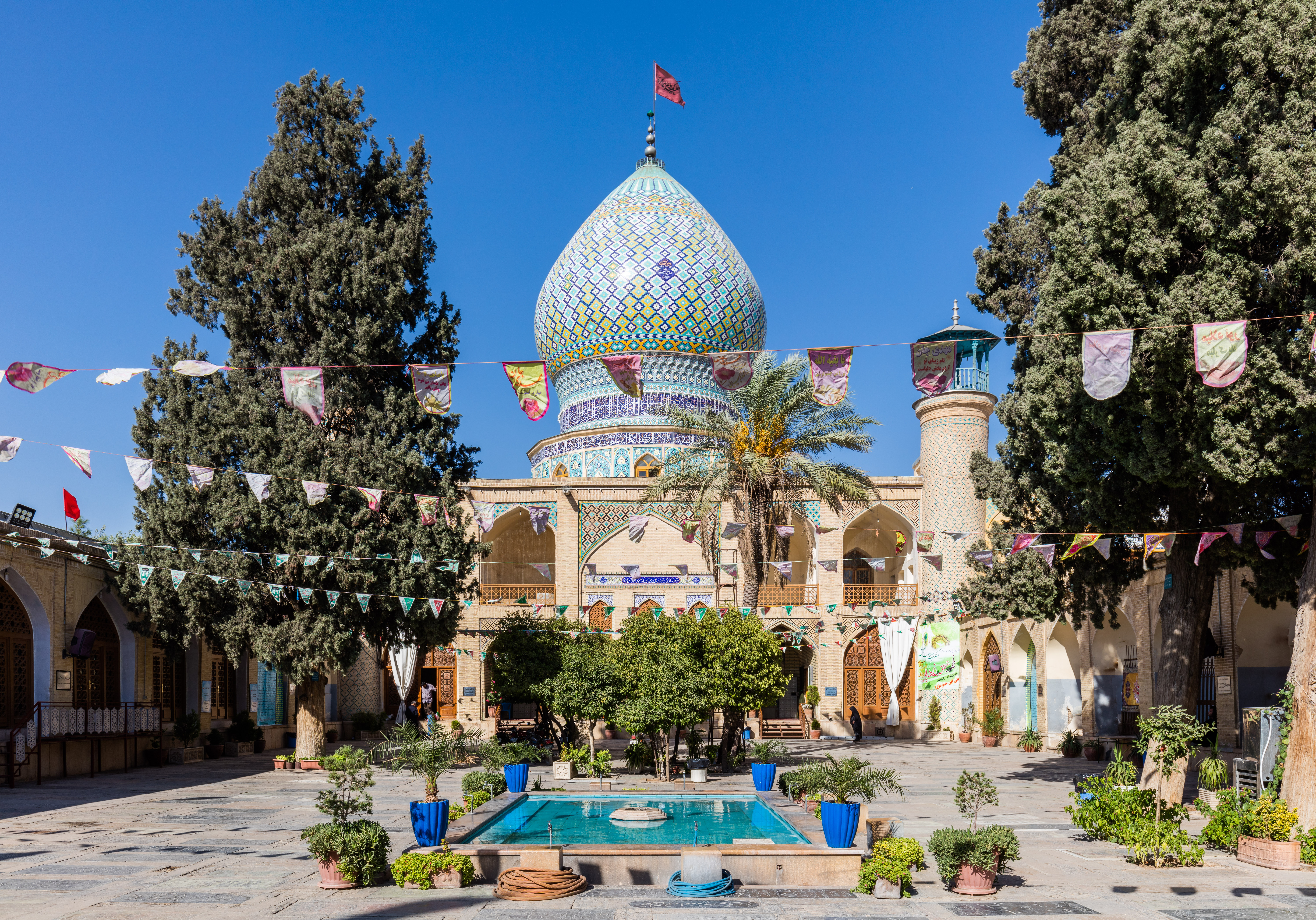
Mausoleo de Emir Ali.
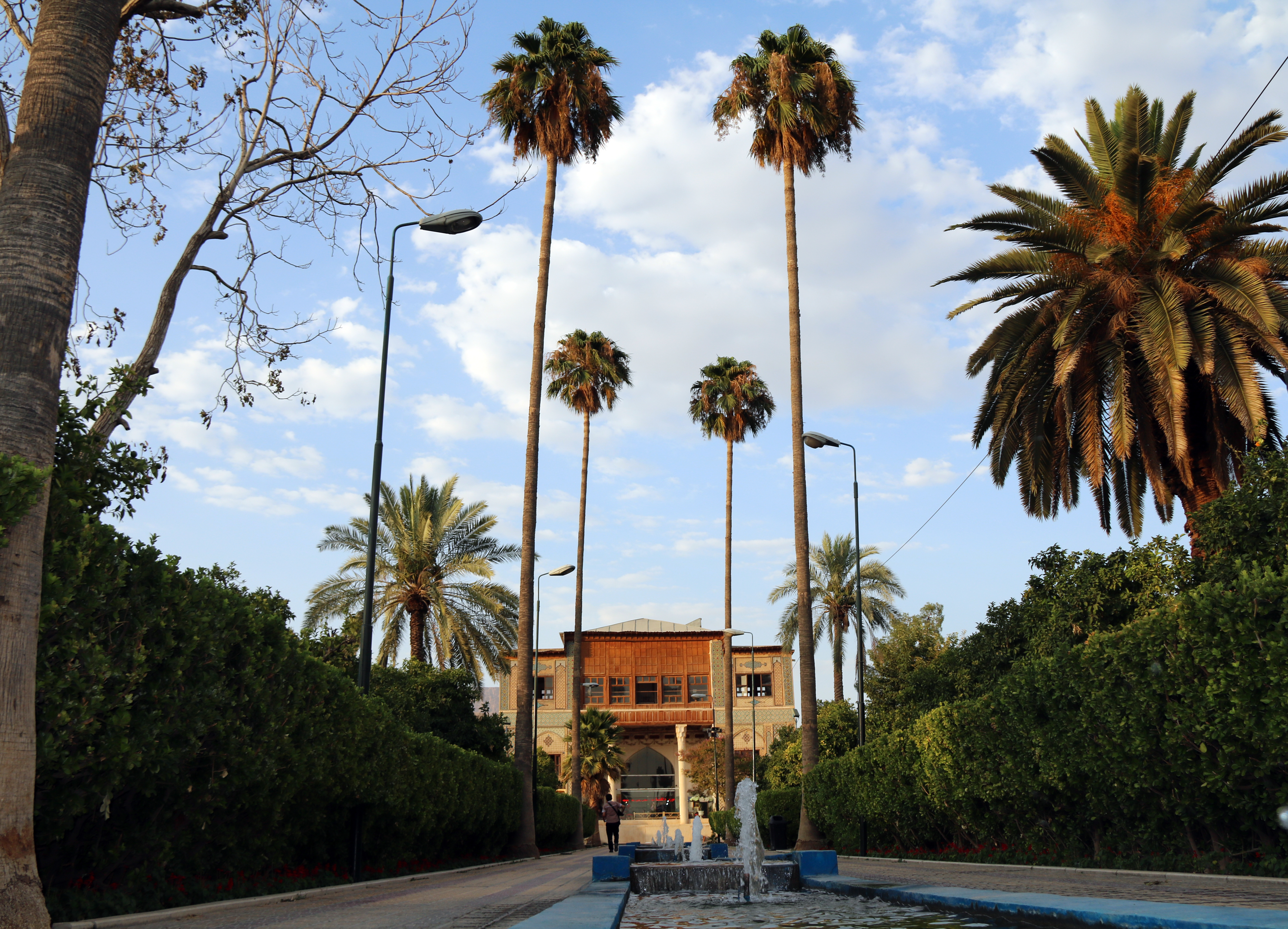
Jardin de Delgosha.
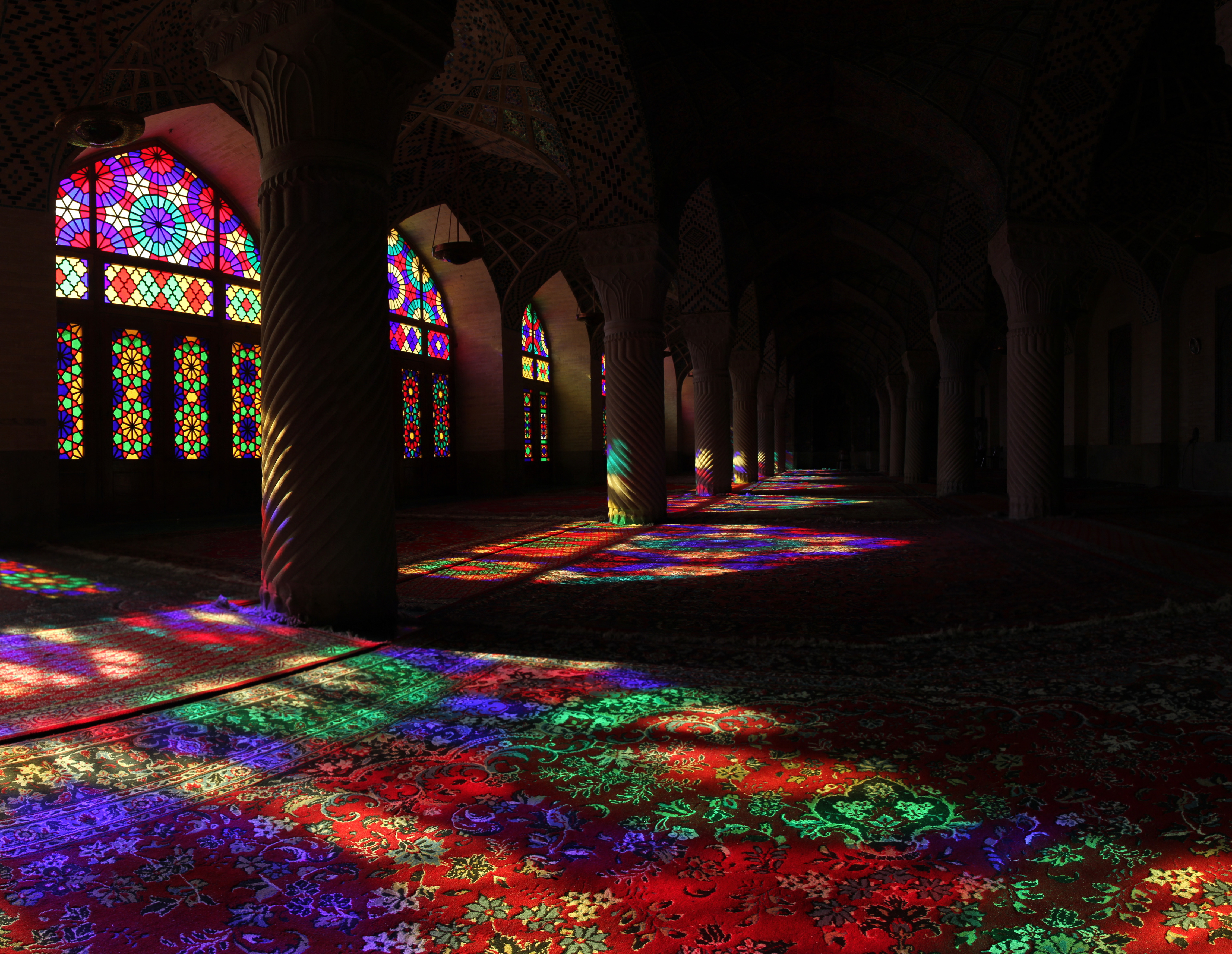
Mezquita Nasir ol Molk.
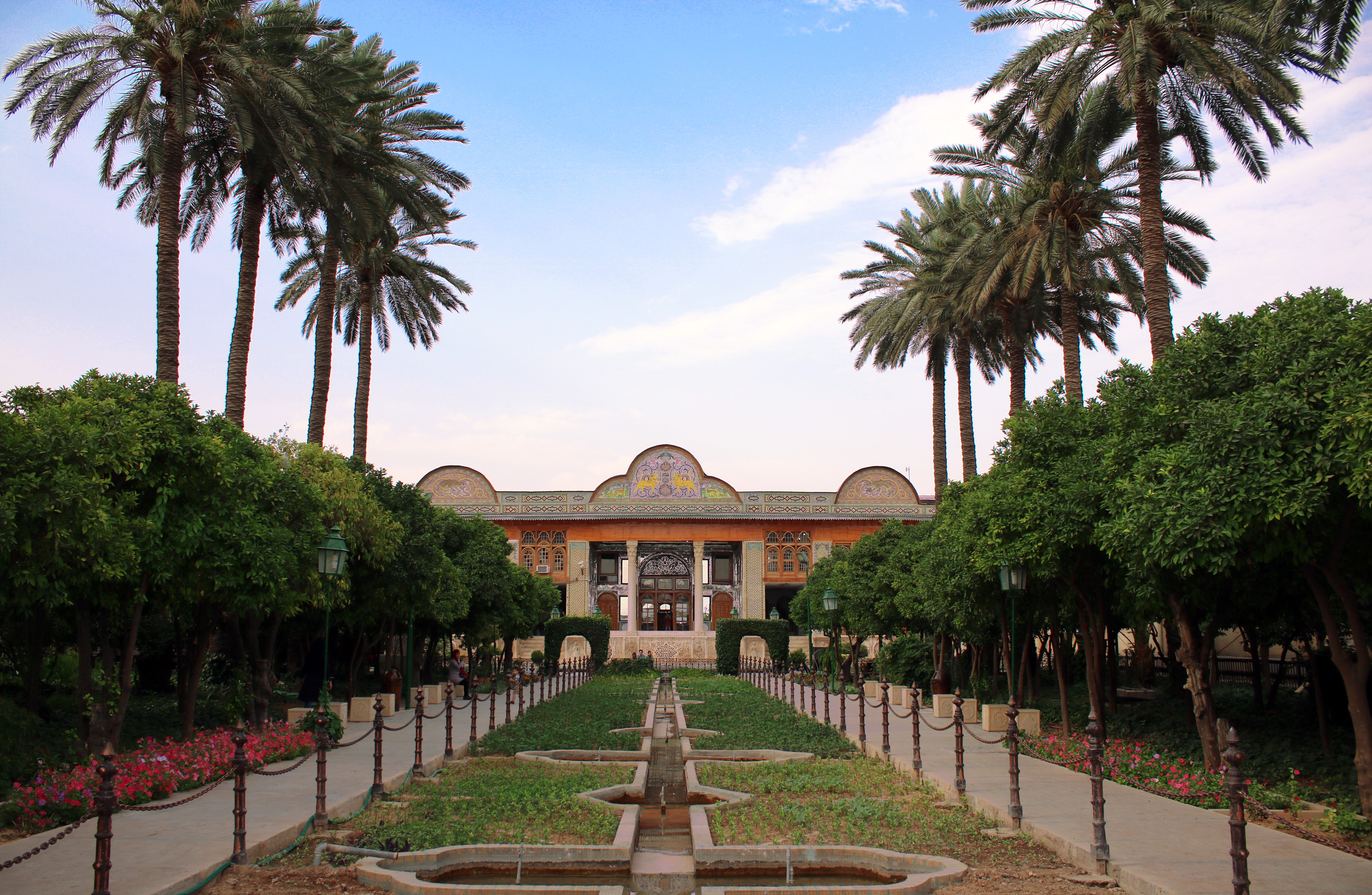
Mansión de Qavam.
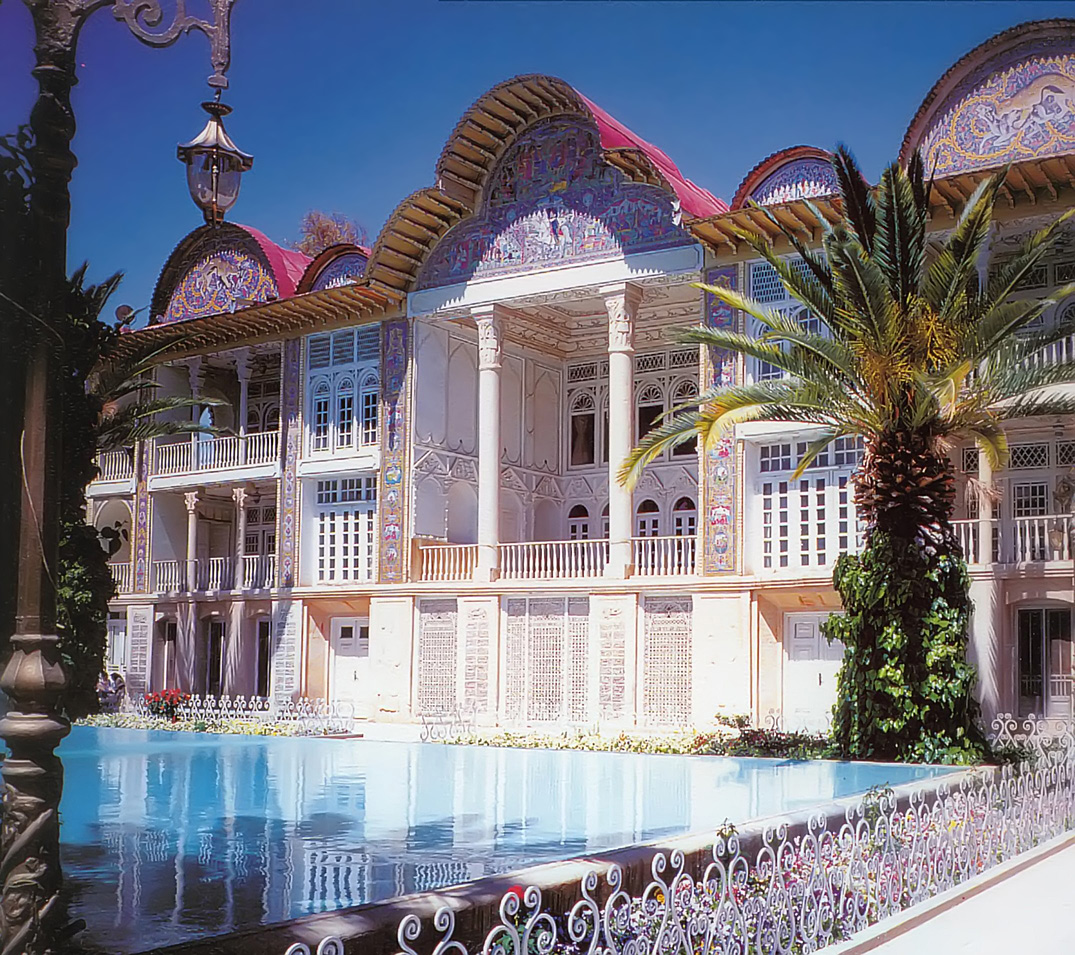
Jardín de Eram.
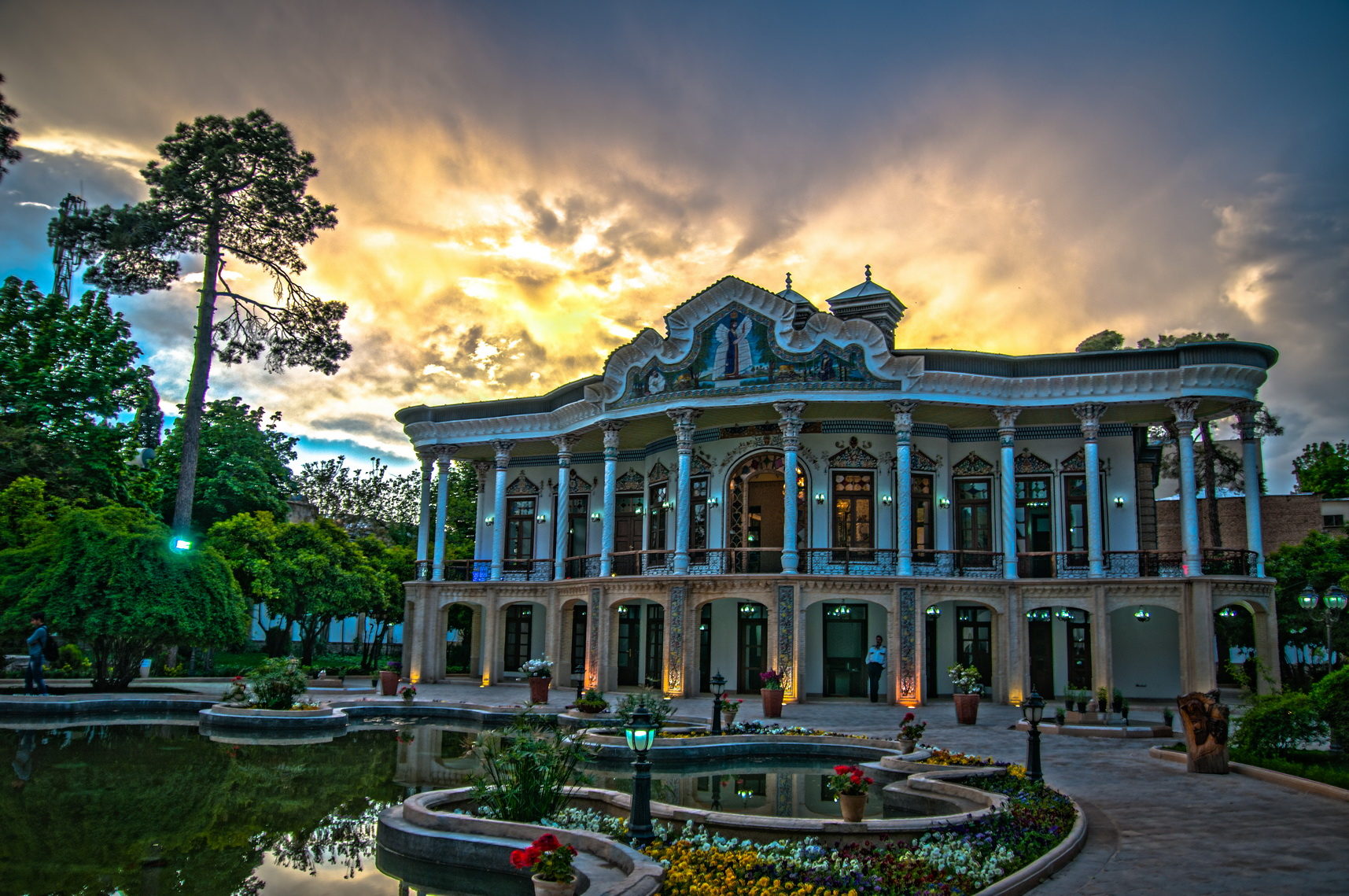
Mansión de Shapouri.
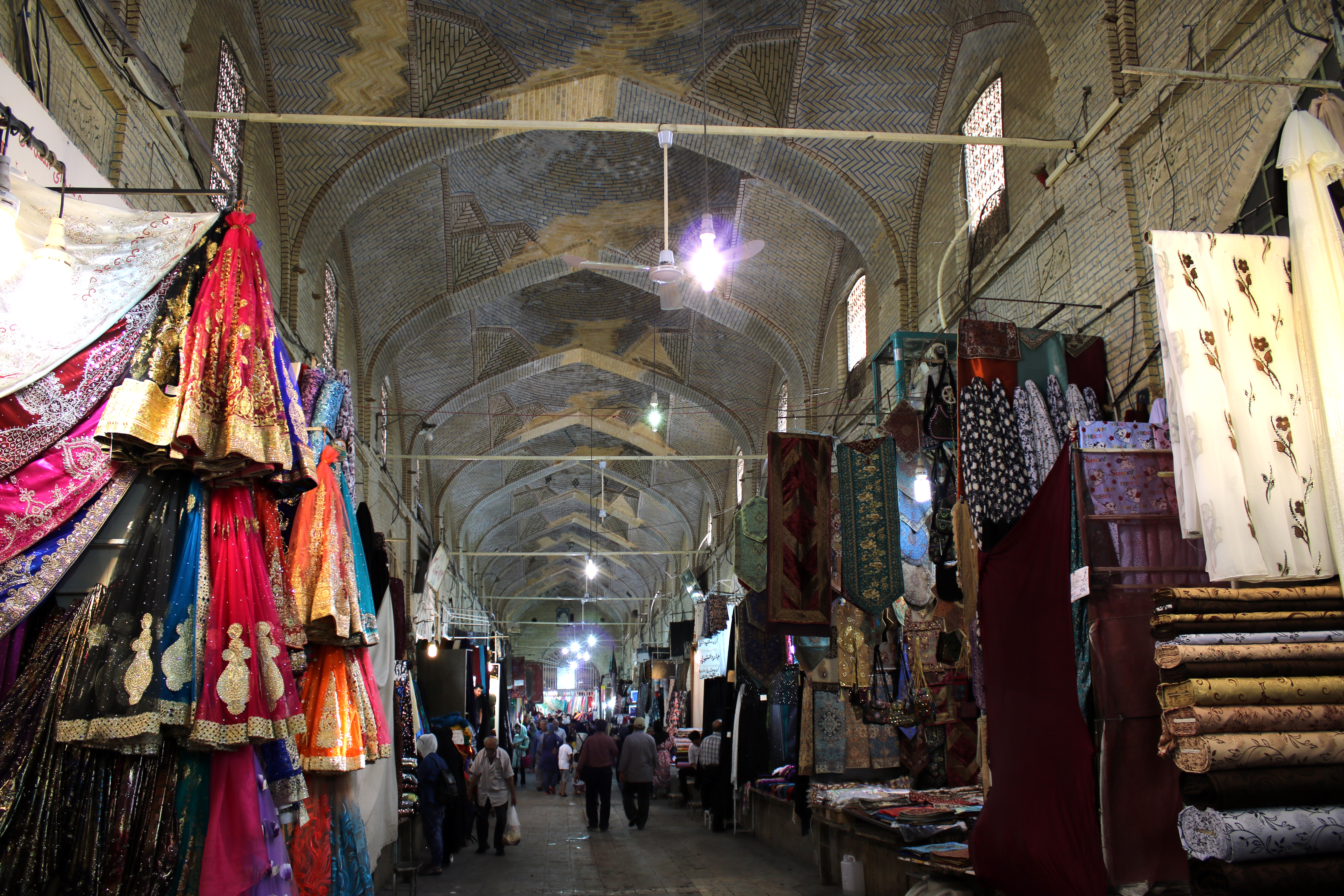
Bazar Vakil.
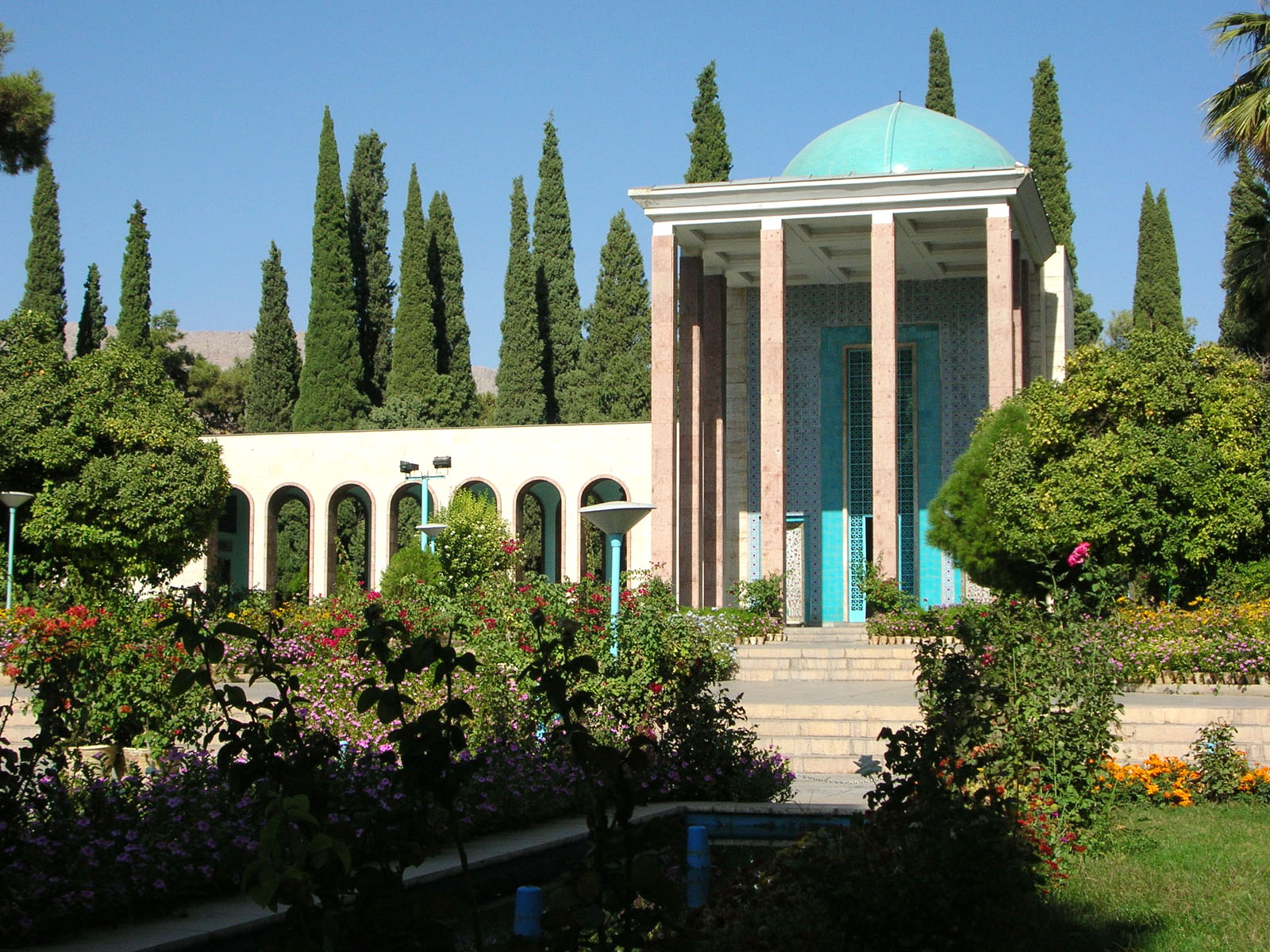
Tumba de Sa'di.
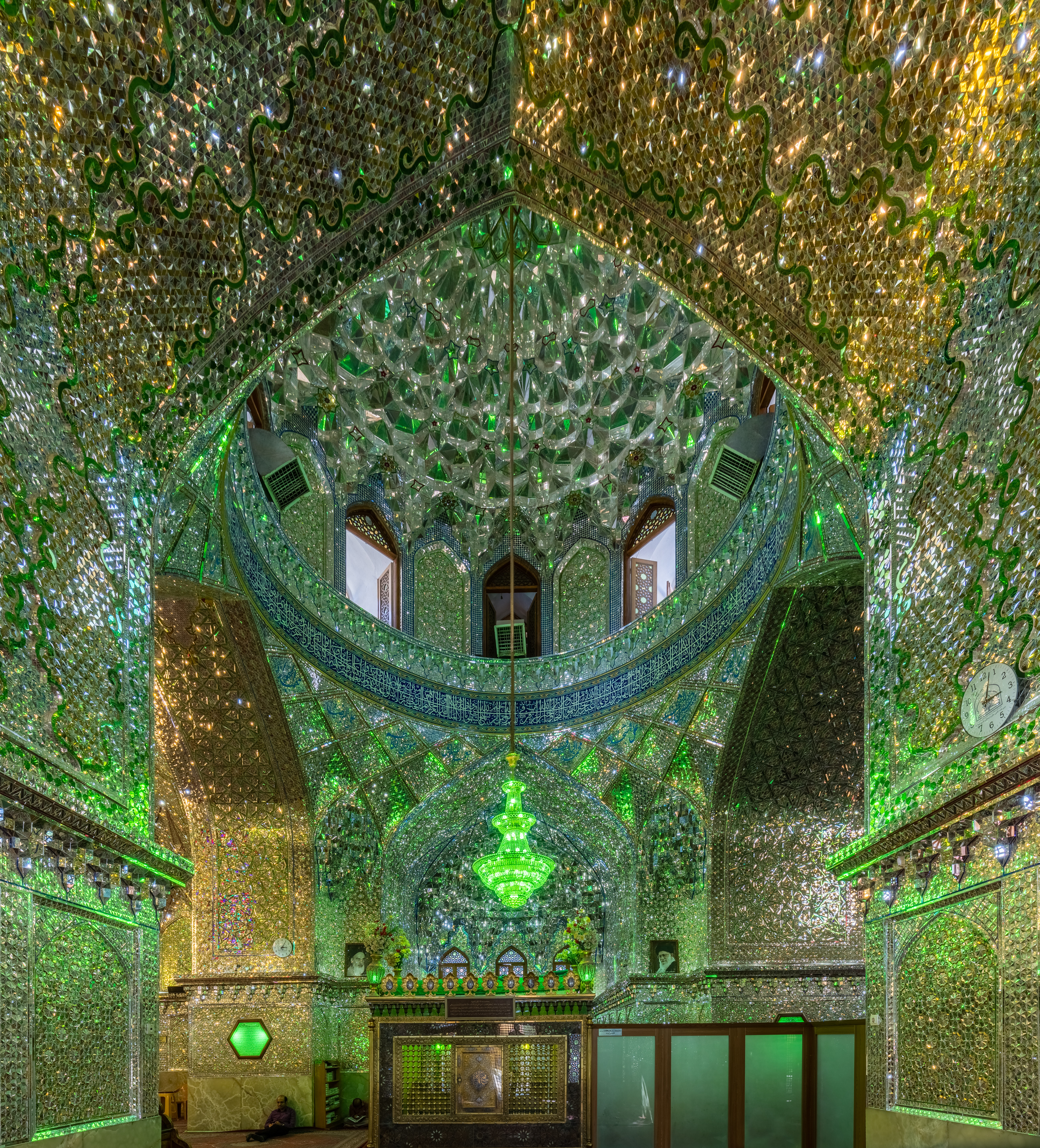
Interior del mausoleo de Emir Ali.
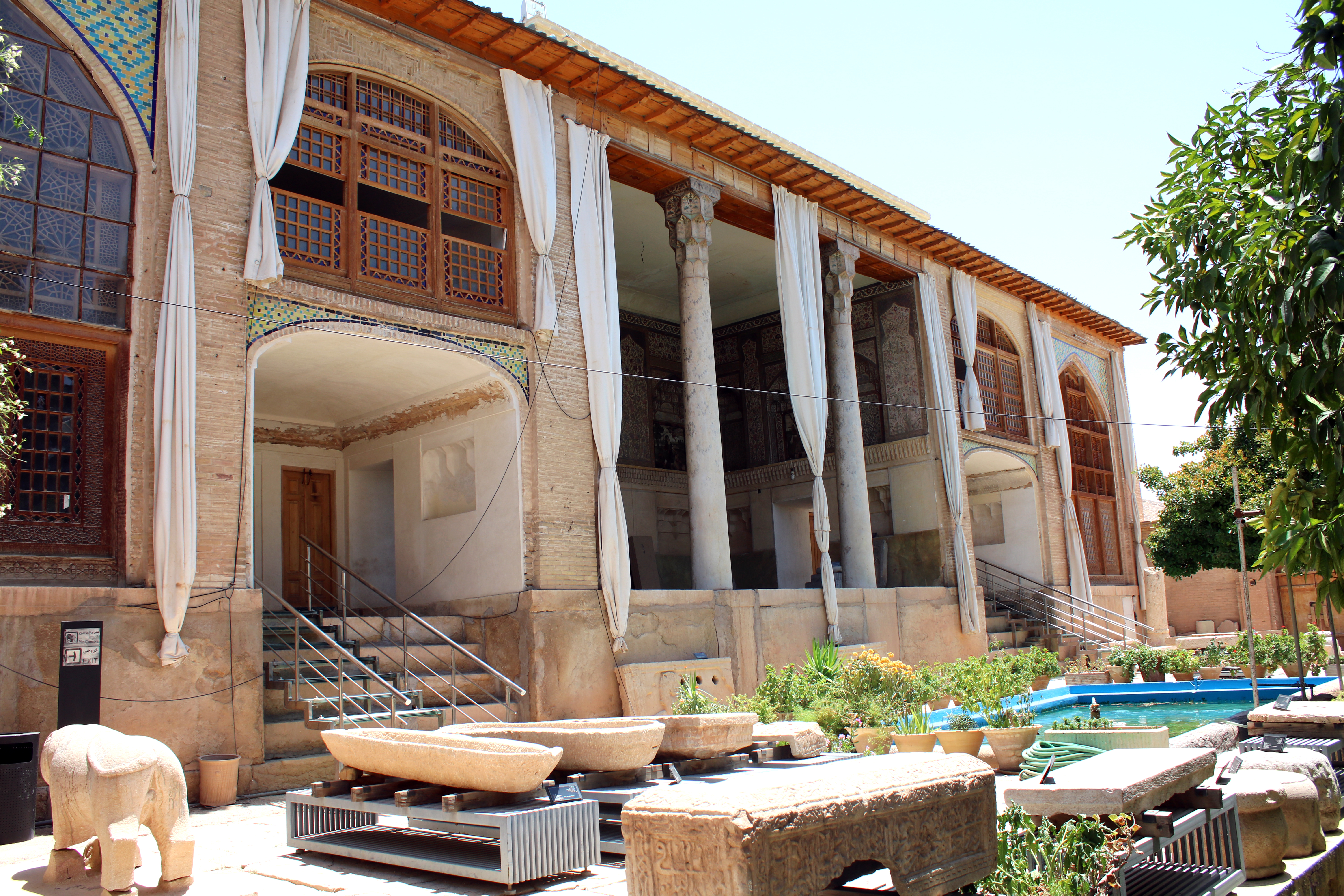
Museo Piedra.
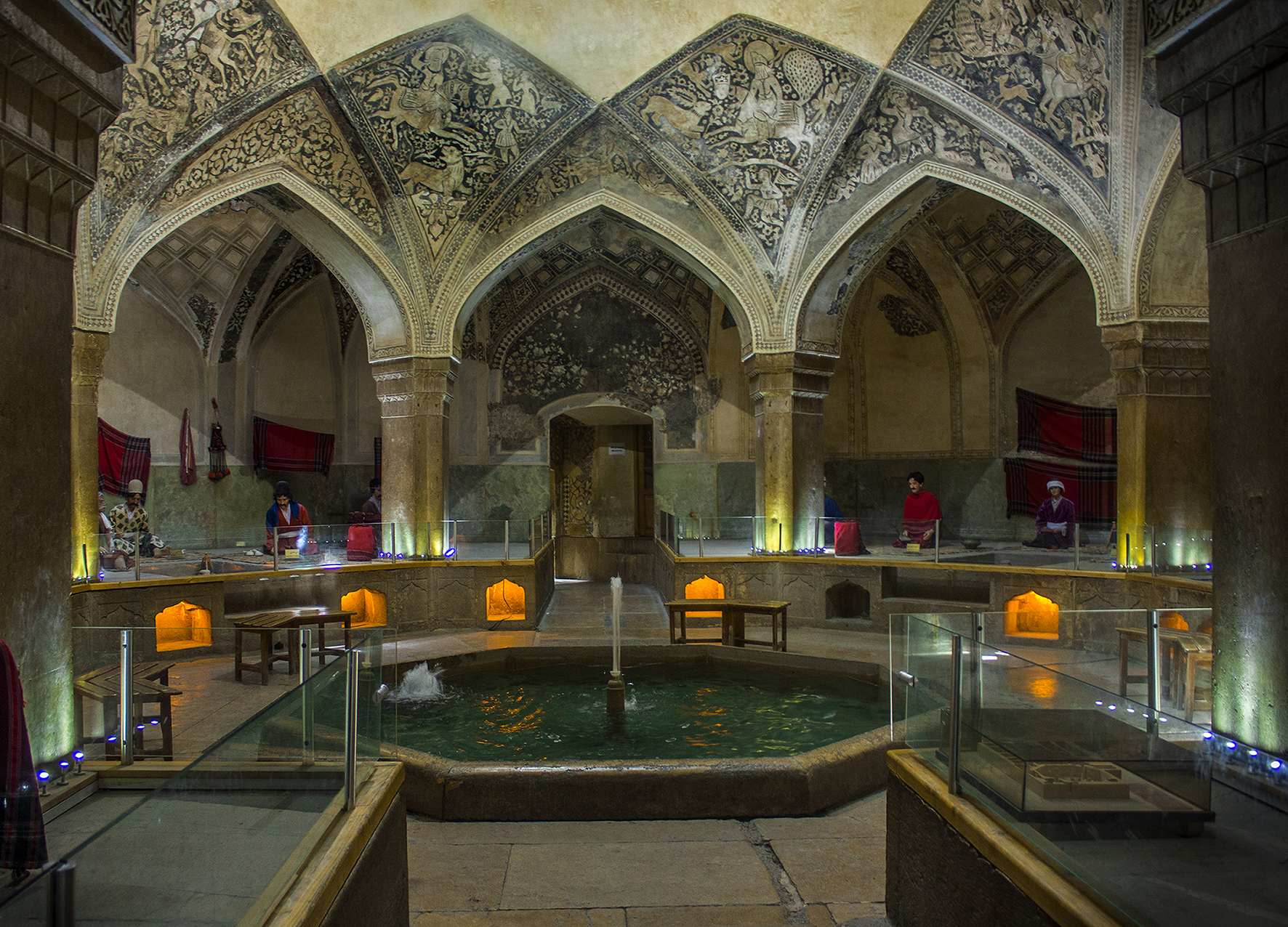
Baño de Vakil.
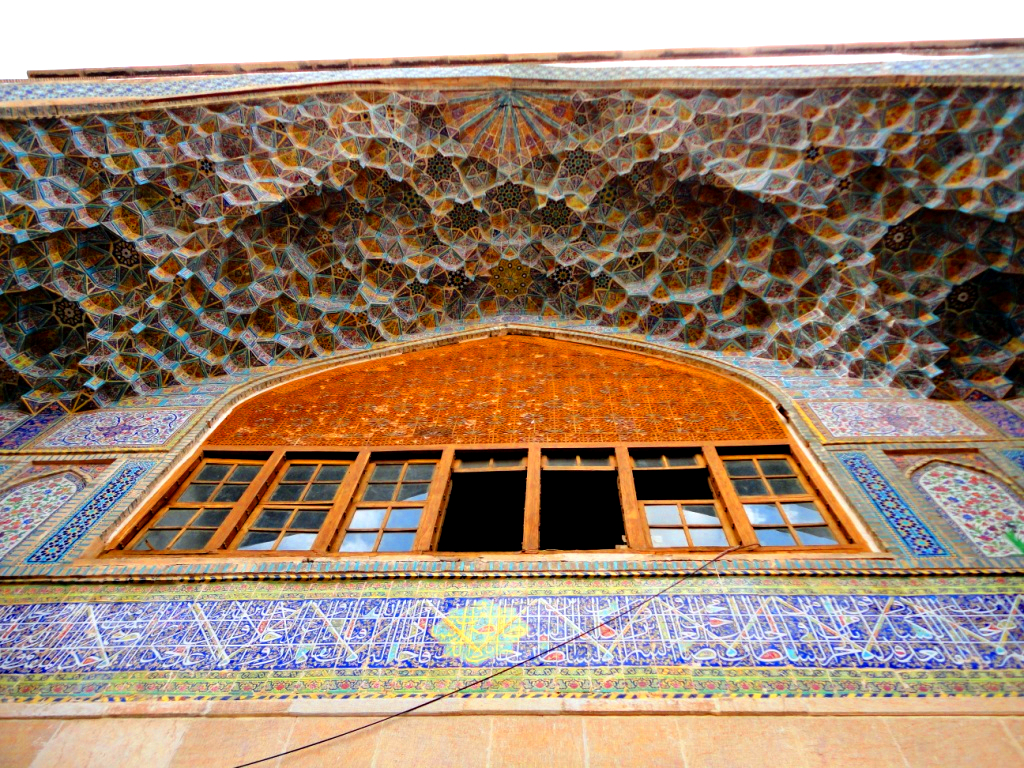
Escuela Khan.

Shiraz declinó tras el reinado de Abu Bakr ibn Sa'd ibn Zangí, durante los gobiernos de Abu Bakr Qutlugh (1226-1260) y Sa'ad II (1260), debido a los altos impuestos exigidos por los mongoles, así como por la corrupción de los funcionarios y el pillaje llevado a cabo por magnates locales y vecinos. En 1261, Terken Jatun, esposa de Sa'ad II ibn Zangi, es confirmada como gobernadora por el emperador Hulagu tras la muerte de Sa'ad II, pero es asesinada en 1263 por su nuevo esposo, quien habría de ser luego derrotado por el Jan. Abisha Jatun, hija de Terken Jatun, fue nombrada entonces atabeg y en 1283 gobernadora de Fars. Entre 1284 y 1287 se produce una sequía que causó hambruna en Fars, con un costo de 100 000 vidas.  Además, en 1297, se desata una gran epidemia de peste y sarampión matando a otras 50 000 personas en Shiraz y sus alrededores.  Durante estos años, Abisha Jatun y su hija Kürdüjin contribuyeron a salvar vidas en la ciudad por medio de instituciones de caridad y manteniendo edificios religiosos en buenas condiciones. Sin embargo, la intromisión de los gobernadores inyuidas de Fars, Sharaf al-Din Mahmud Shah Inju y Djamal al-Din Abu Ishaq, durante la primera mitad del siglo XIV, en la lucha de poder en el periodo tardío del Iljanato provocaron una interrupción en el orden civil.
Djamal al-Din Abu Ishaq tras haber asegurado Shiraz y Fars, quiso extender sus dominios sobre Yazd y Kermán, lo que le llevó a que entrara en conflicto con sus vecinos, la dinastía de los muzafaridas. El muzafarida Mobarez al-Din Mohammad captura Shiraz en 1353 y ejecuta a Abu Ishaq. Su hijo Shah Shuja inicia su reinado en Shiraz en 1357, reinado que se vio afectado por su hermano Shah Mahmud, que tras un sitio de once meses ocupa la ciudad solo para devolverla en 1366. Una vez más, Shah Shuja salva a la ciudad del ejército de Timur en 1382 al ofrecerle a su hija y otros preciosos regalos. Su gobierno creó las condiciones indispensables para el desarrollo del talento poético, representado fundamentalmente por Hafez.  Tras su muerte, las disputas familiares de los muzafaridas provocaron la intervención de Timur en dos ocasiones, en 1387 y en 1393. Durante el gobierno timúrida florece un nuevo estilo de pintura llamado Escuela de Shiraz. Shiraz fue capital de los turcomanos Aq Qoyunlu, quienes ocuparon la ciudad hacia la segunda mitad del siglo XV, la cual prosperó hasta alcanzar 200 000 habitantes.

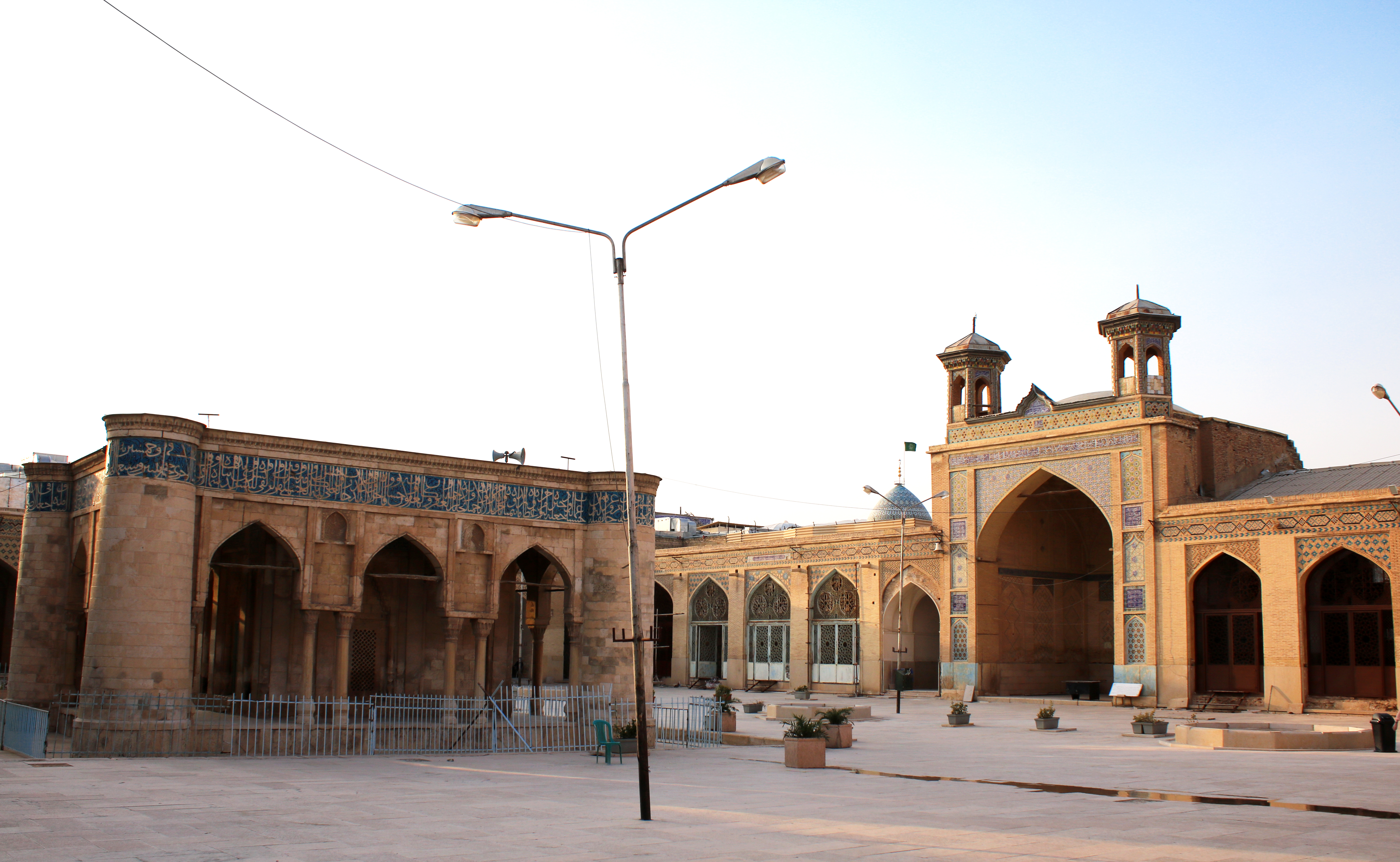
Mezquita Atigh
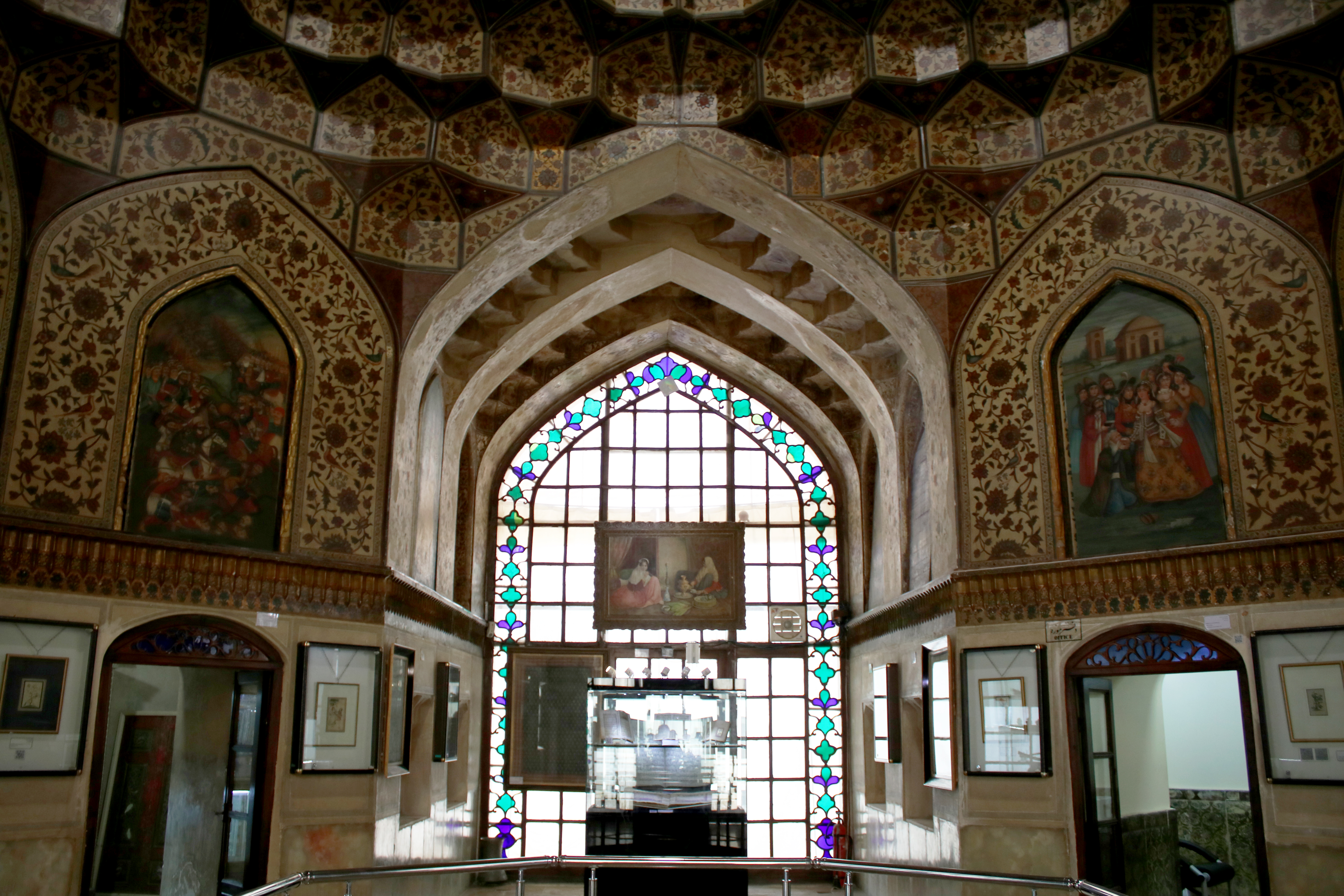
Museo Pars
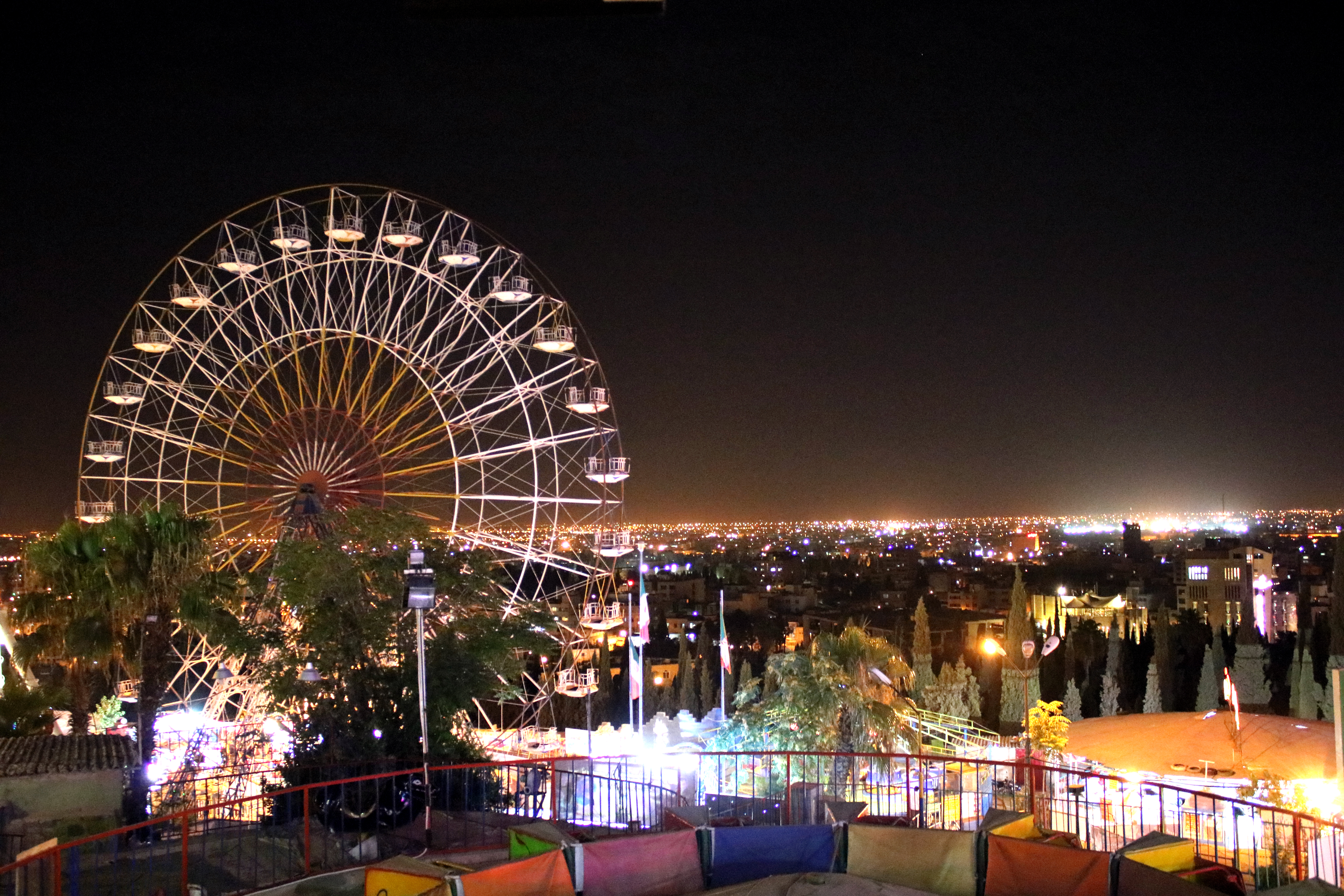
Parque de Atracciones, Shiraz
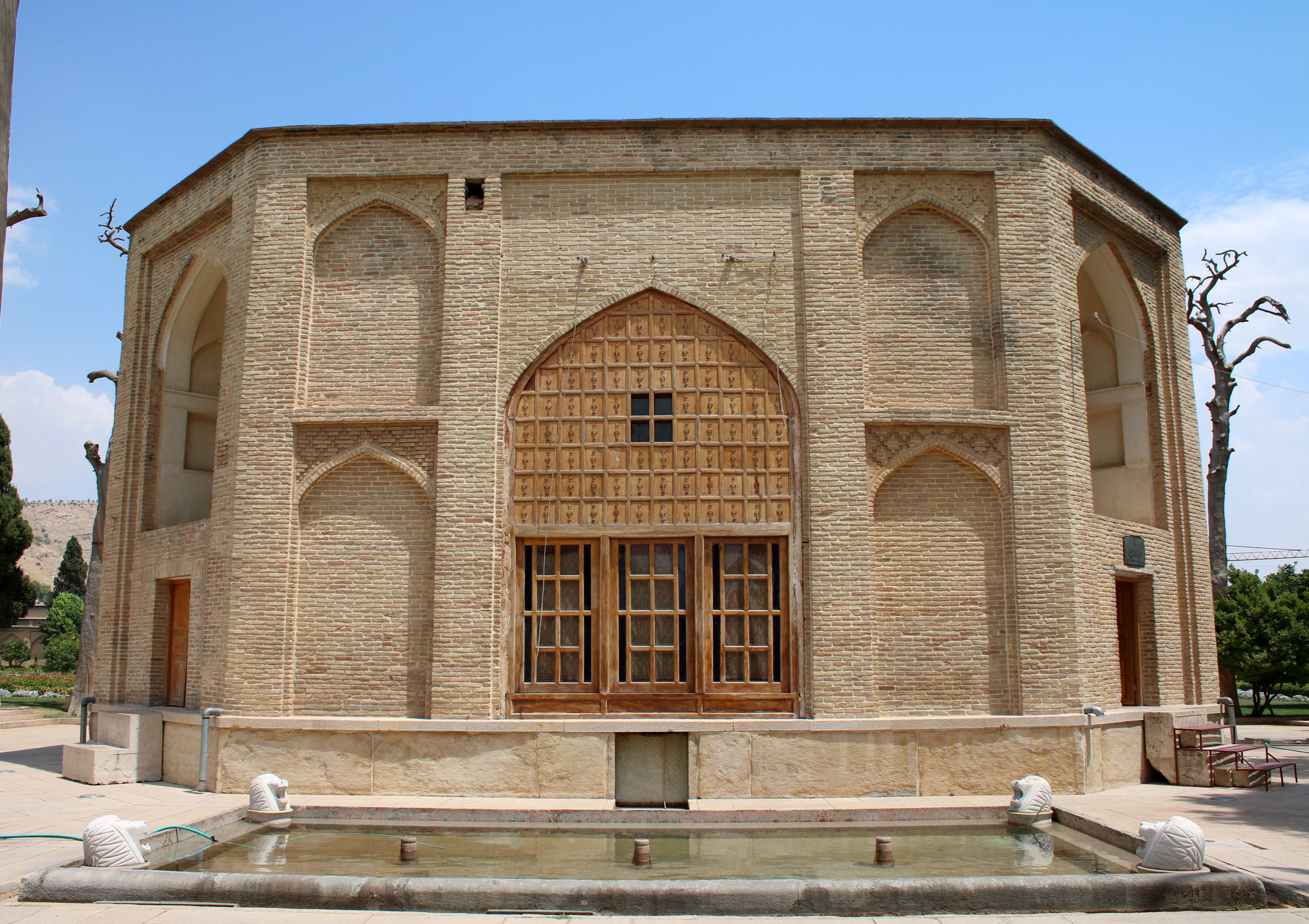
Jardin de Jahan-Nama
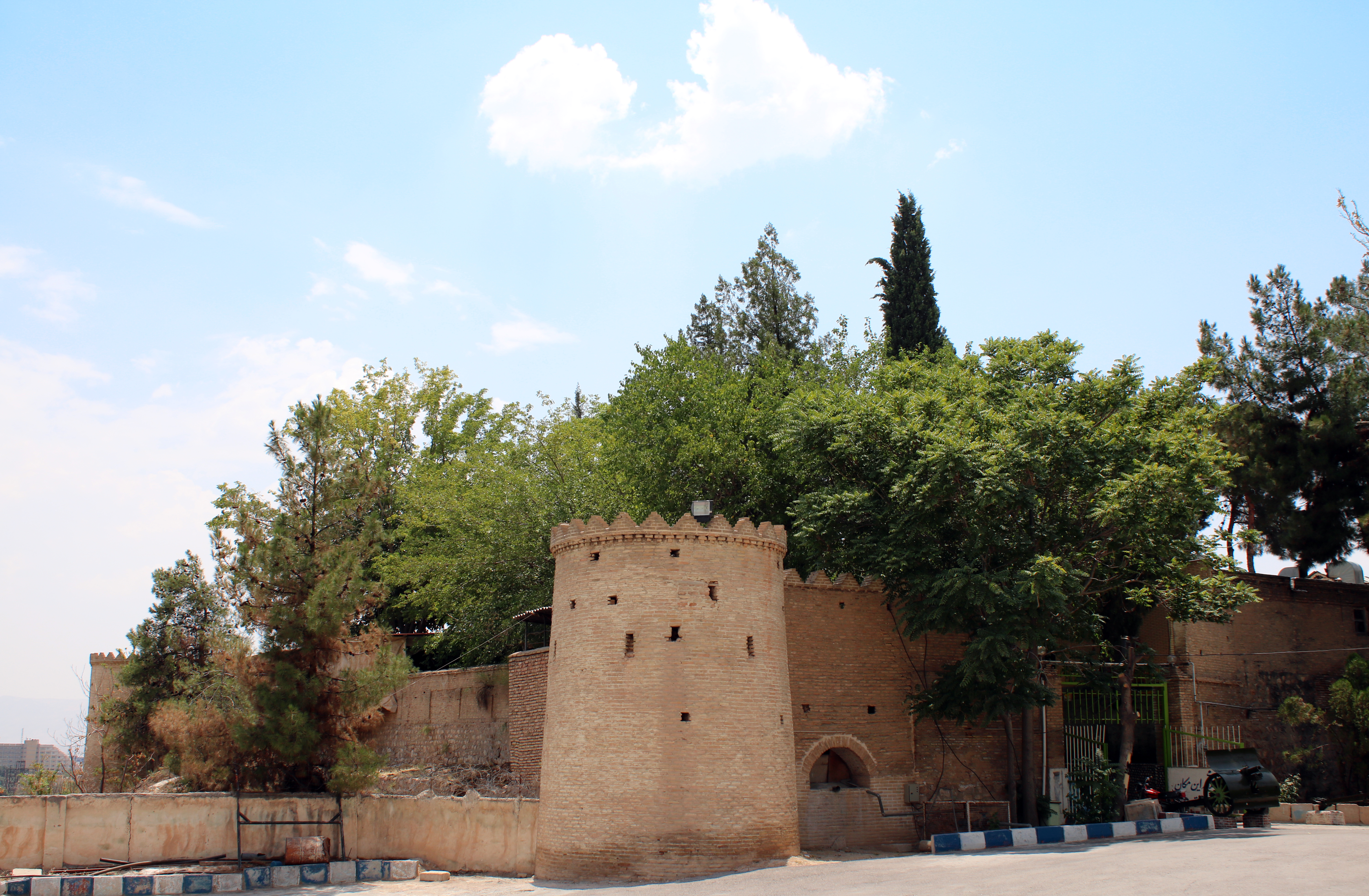
Castillo Karim-Khani
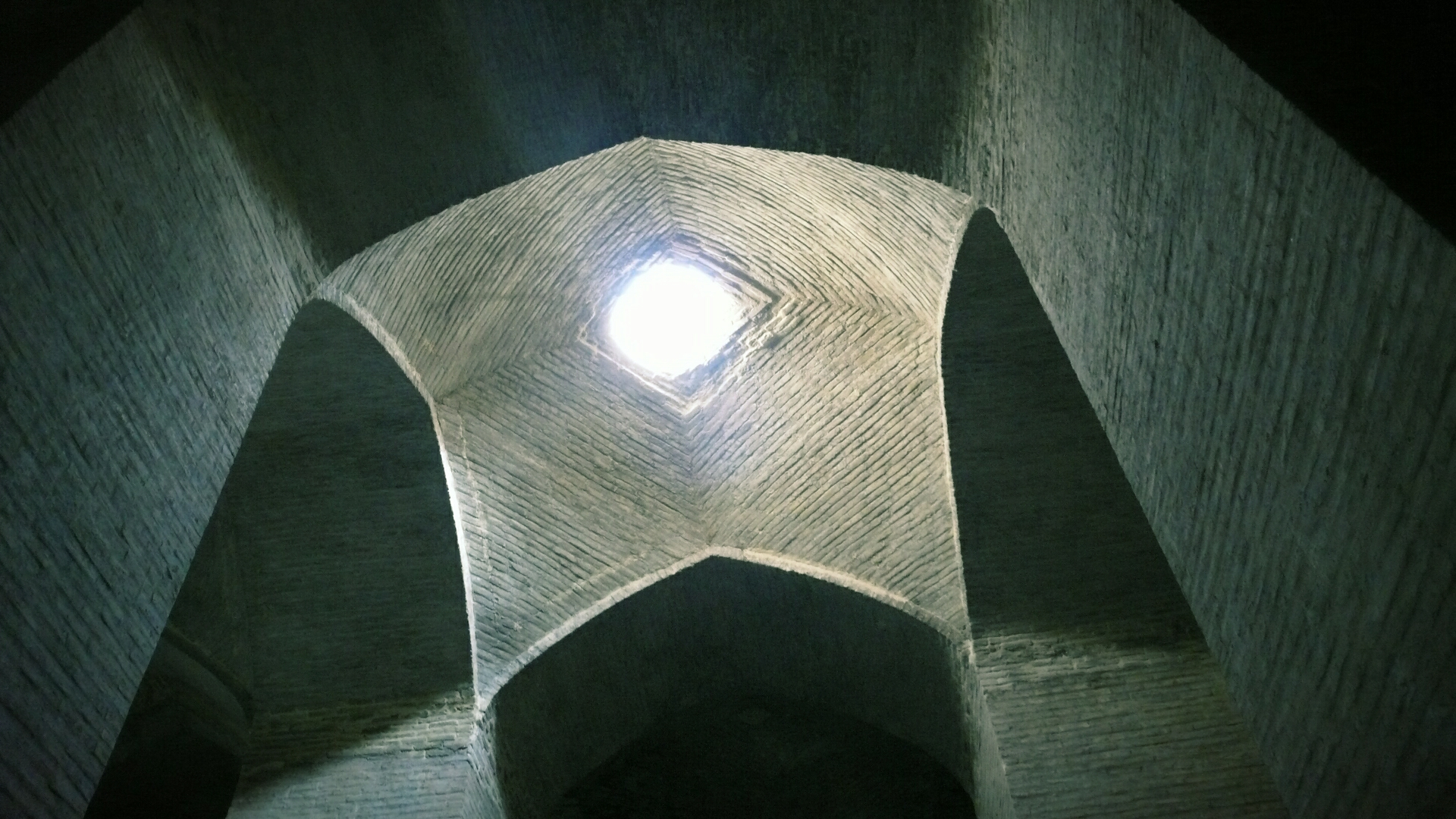
Museo de Agua
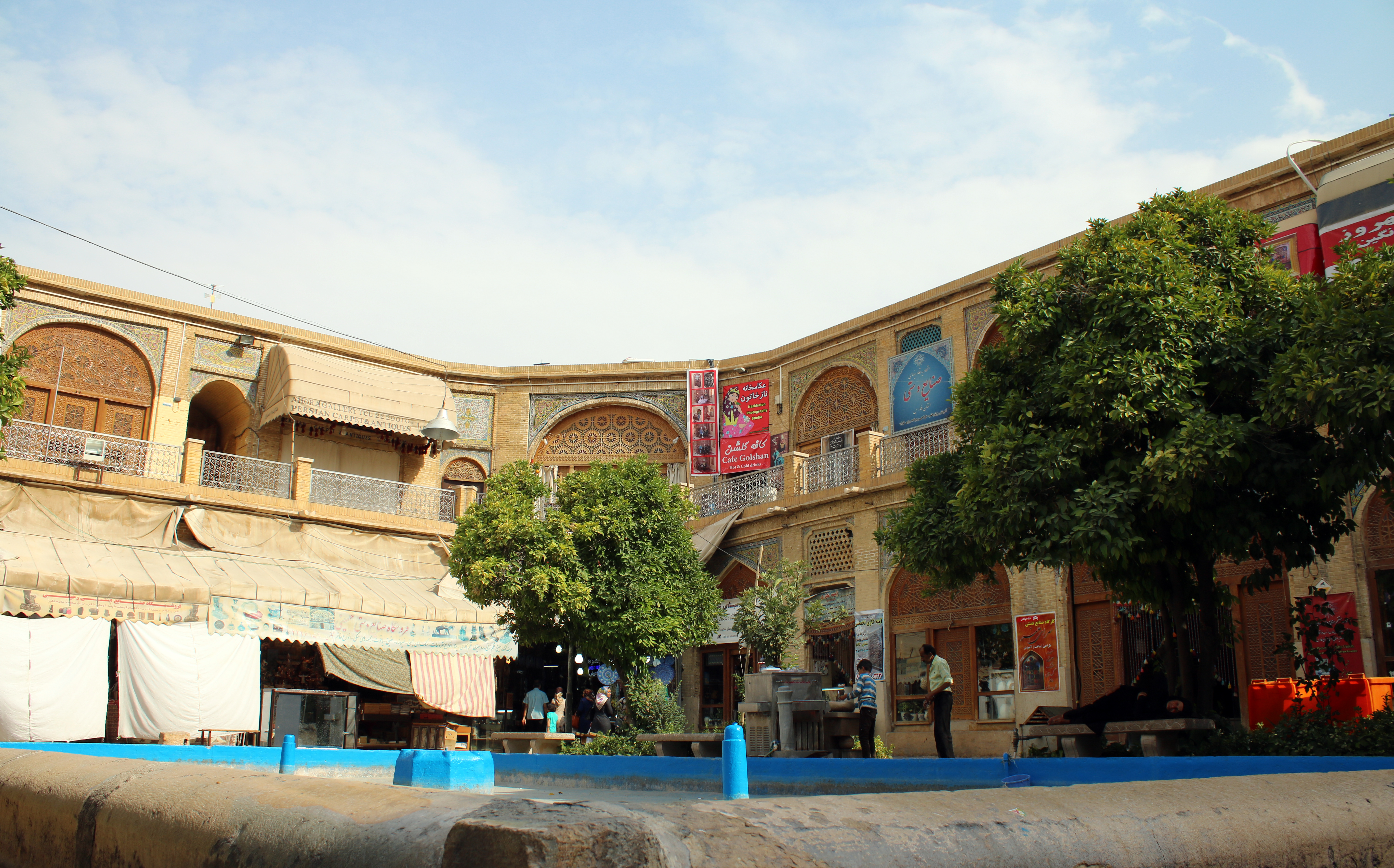
Saraye Moshir
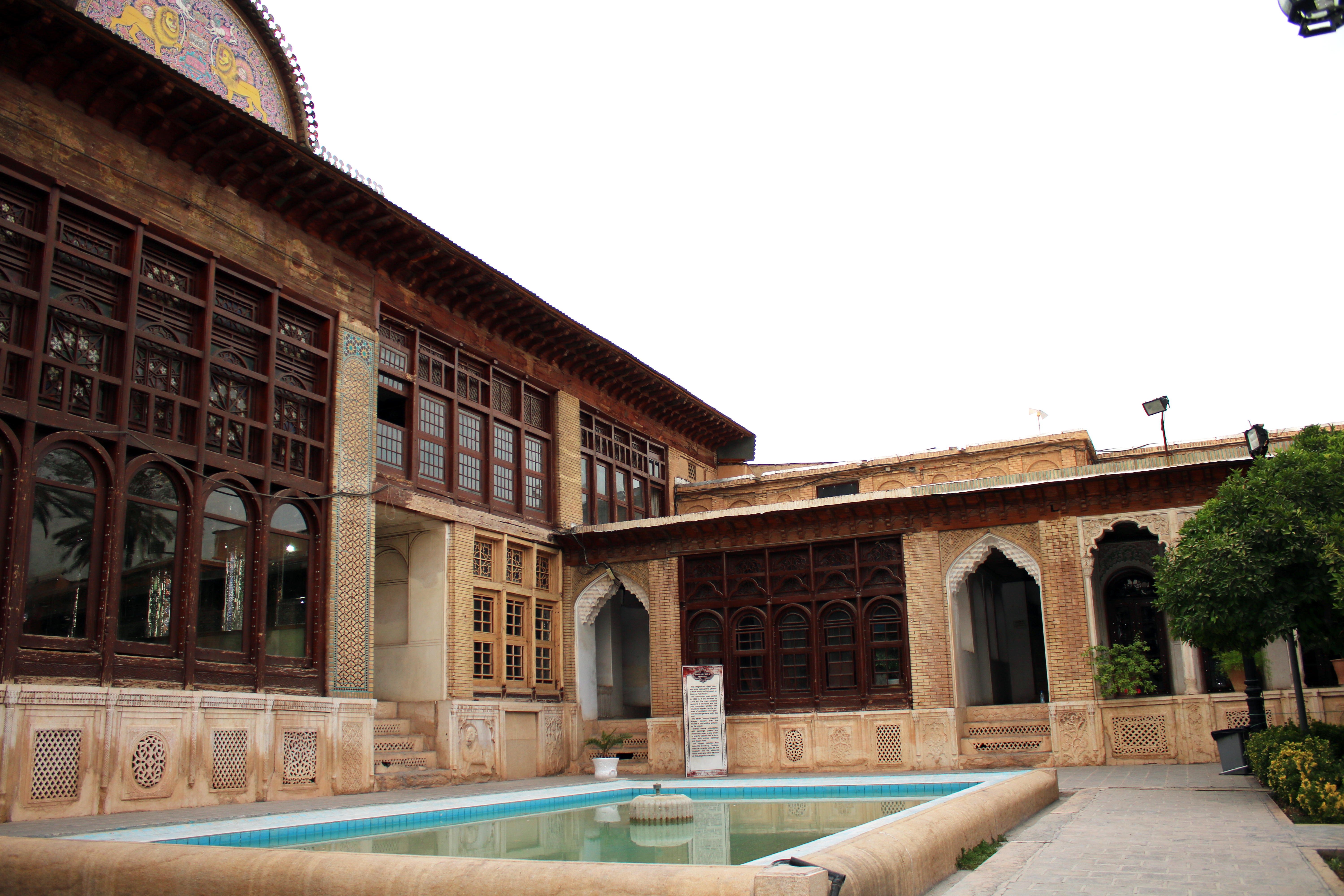
Mansión de Zinat ol Molk
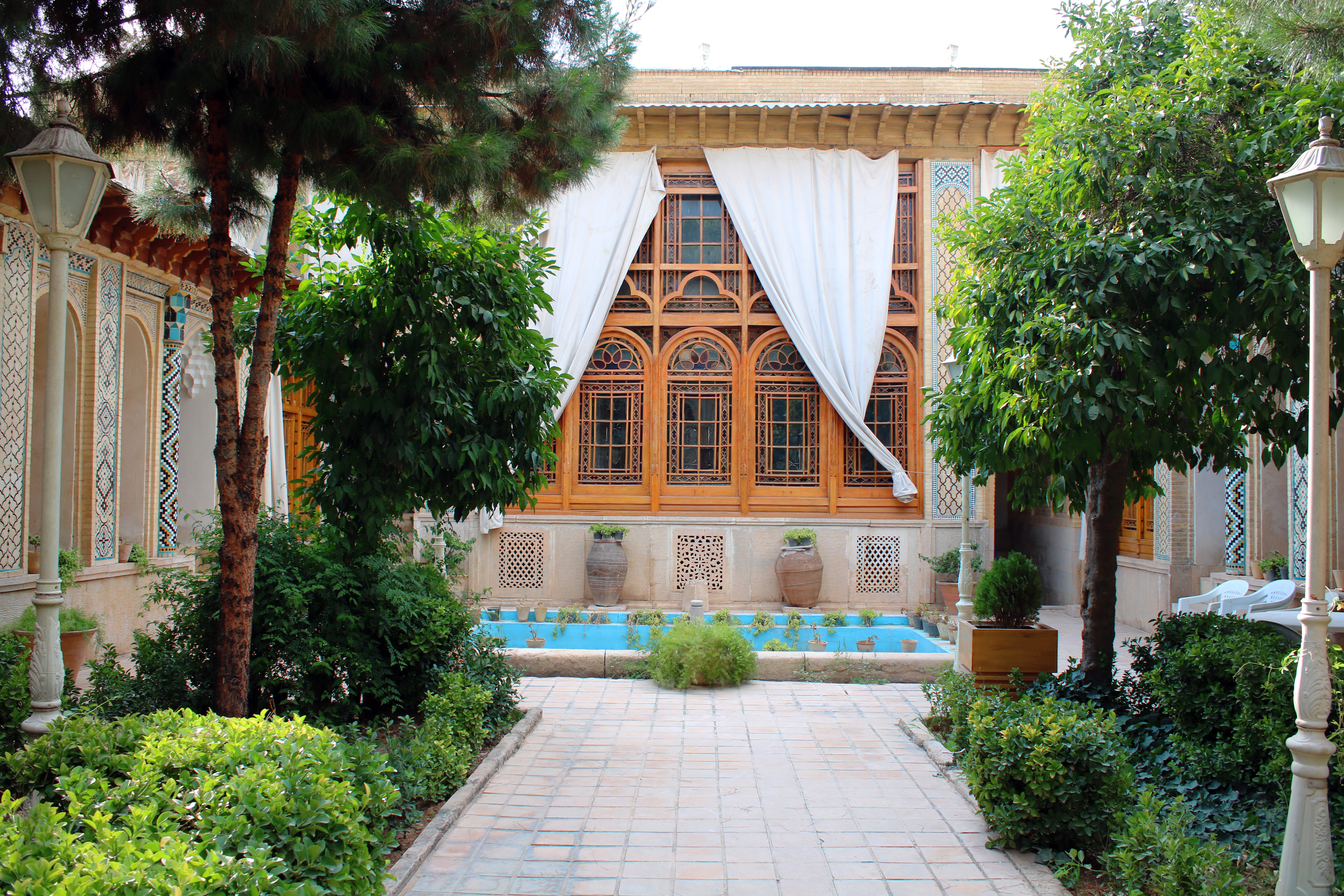
Mansión de Ghavam ol Molk
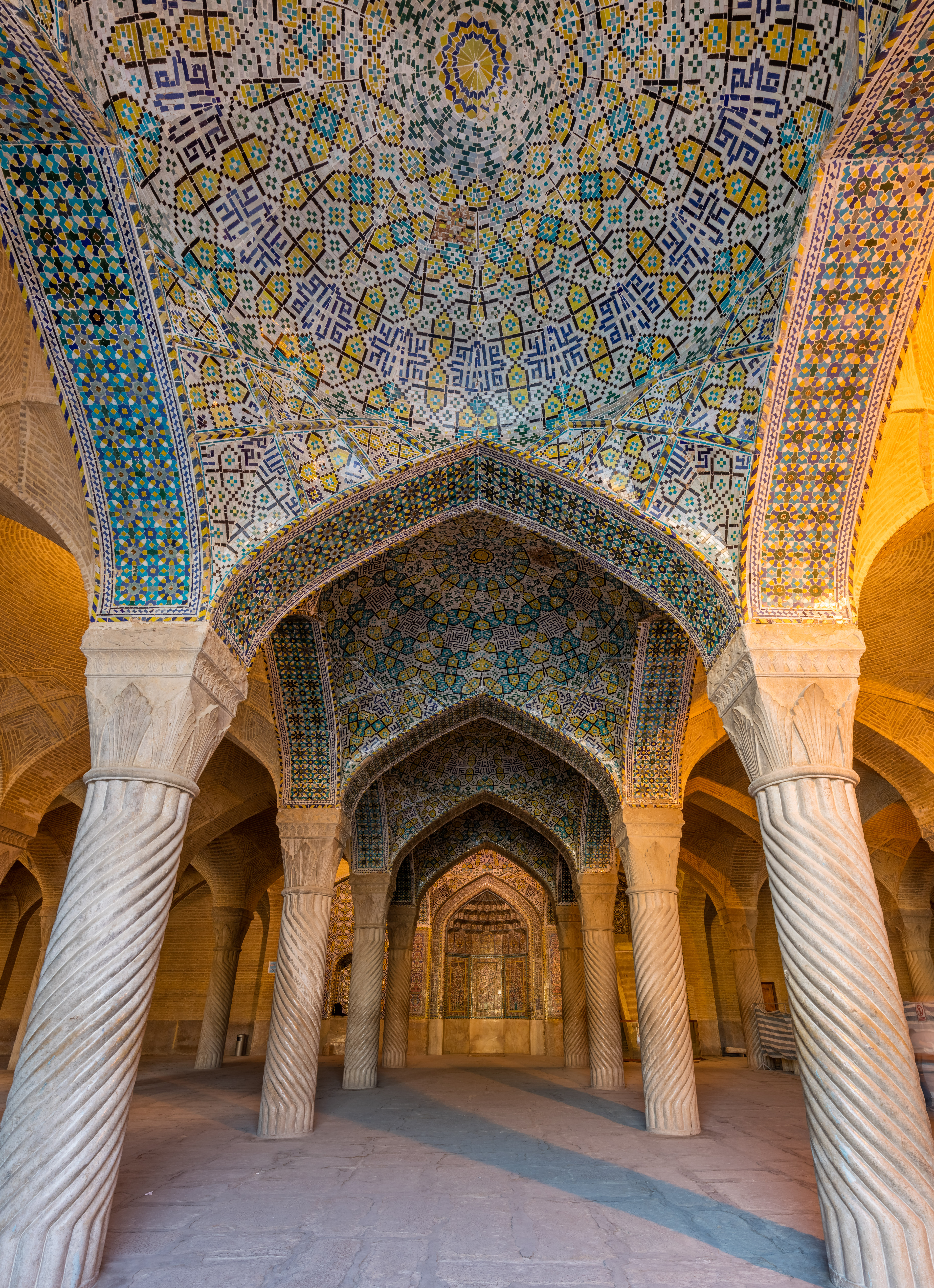
Mezquita Vakil

El safaví Ismail I expande su imperio, al conquistar el territorio Aq Qoyunlu, y ocupa Shiraz en 1503. Ismail I mandó asesinar y exiliar a líderes religiosos sunitas para imponer la práctica del chiismo en todo Irán.  La ciudad recuperó su esplendor durante el mandato de Allahverdi Jan, gobernador de la provincia de Fars durante el reinado de Abbas I. Su hijo, Emamqoli Jan, promovió el embellecimiento de la ciudad al construir una madraza, un palacio, un jardín de cipreses piramidales y el jardín real. En 1630 y 1668 la ciudad sufrió severas inundaciones. En 1621, la Compañía Británica de las Indias Orientales se estableció en Shiraz, la cual comercializó vino en una época en la que mercaderes holandeses y franceses frecuentaban la ciudad.
Shiraz declinó rápidamente debido a los grandes saqueos y matanzas llevadas a cabo por los afganos en 1723, y por Nadir Shah en 1744, este último al combatir la rebelión de su gobernador, y durante la lucha por el poder tras la muerte de Nadir Shah en 1747. En 1766, Karim Jan Zand hizo de Shiraz su capital, impuso medidas económicas que redujeron la pobreza, fomentó el comercio e incrementó los beneficios sociales. Reestructuró los 19 barrios (mahallāt) en 11, de los cuales cinco eran haydaris, cinco ni'matis y uno judío, este último suburbano.  Rodeó la ciudad con una muralla de 7,5 m de altura, hecha de ladrillos sobre una cimentación de piedra, rodeada por una fosa de 18 m de ancho por 6 de profundidad. Reconstruyó seis puertas, las cuales desembocaban en plazas con jardines. Desarrolló obras públicas, como el canal para inundaciones del río Khoshk en la orilla norte de la ciudad, los monumentos Wakili, entre los que destacan un bazar techado, una mezquita, dos baños públicos, la ciudadela de Karim Jan (Arg-e Karim Jan) y el pabellón Emarat-e Kolah Farangi, actual Museo Pars (Muzeh-ye Pars), dentro del Jardín Nazar (Baq-e Nazar). También restauró mausoleos como el Haft-Tanan y las tumbas de Shah Shoja, Hafez y Saadí. Se pavimentaron calles con piedra y las acondicionó con alcantarillado.
En 1791, Aghe Mohammad Khan Qajar capturó la ciudad, la saqueó completamente, destruyó sus fortificaciones y asesinó o exilió a un gran número de Laks reemplazándoles por carabineros mazandaraníes y sus familias. En los años siguientes la ciudad sufrió la mala administración de ambiciosos gobernadores Qajares, conflictos entre familias feudales, en especial entre Qavams y Qashqais, y frecuentes disputas entre grupos haydaris y ne’matis. En 1822 la población sufre una epidemia de peste; en 1824 y 1853, padeció terremotos y en 1830 y de 1860 a 1871, hambruna; de 1830 a 1831, fue asolada por una plaga de langostas. En esos años la población de la ciudad también padeció frecuentemente epidemias de cólera: tras esos desastres naturales, se vio reducida a ser apenas un pueblo provincial. En 1883 se lleva a cabo el primer censo de la ciudad, la cual tenía 53 607 habitantes. Hacia final de siglo la ciudad experimentó un periodo de relativa tranquilidad: durante esos años, las familias poderosas como los Qavam, Moshir y Qashqais construyeron grandes obras arquitectónicas. La familia Qavvam construyó la residencia Zinat al Mulk y la casa de visitas Naranyestán-e Qavvam en el Jardín de Eram, el jardín Afifabad y la mezquitas de Nasir al-Molk. Entre otras obras arquitectónicas de la época destacan la mezquita Moshir, el edificio Sara'a-ye Moshir, conocido también como Golshán y el Hosayniya, así como la restauración de jardines e invernaderos. En 1918, los qashqais sitian la ciudad, y ese mismo año alrededor de 10 000 personas mueren por un brote de influenza.

## Principales puntos de interés cerca de Shiraz

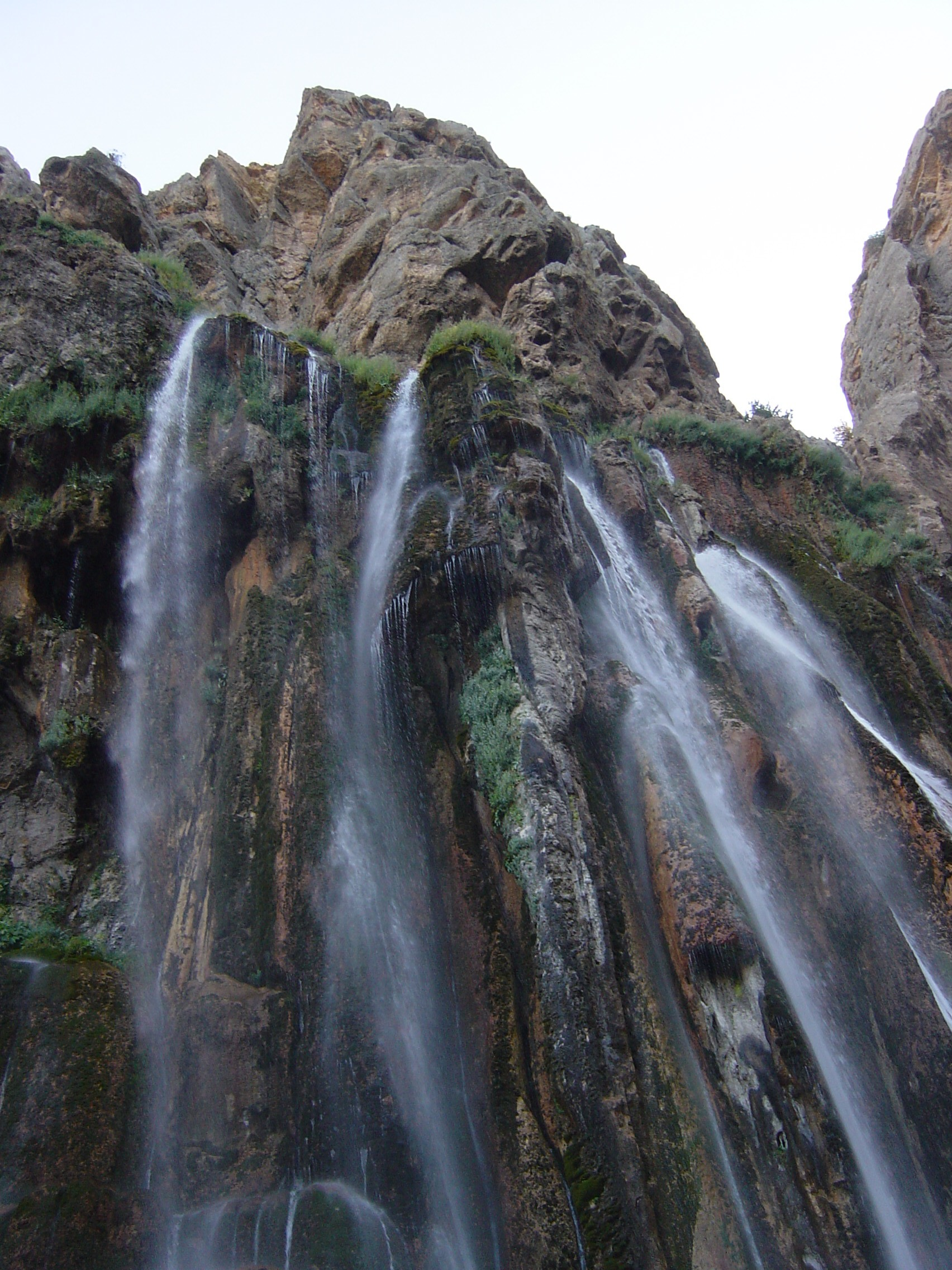
Cascada de Margoon
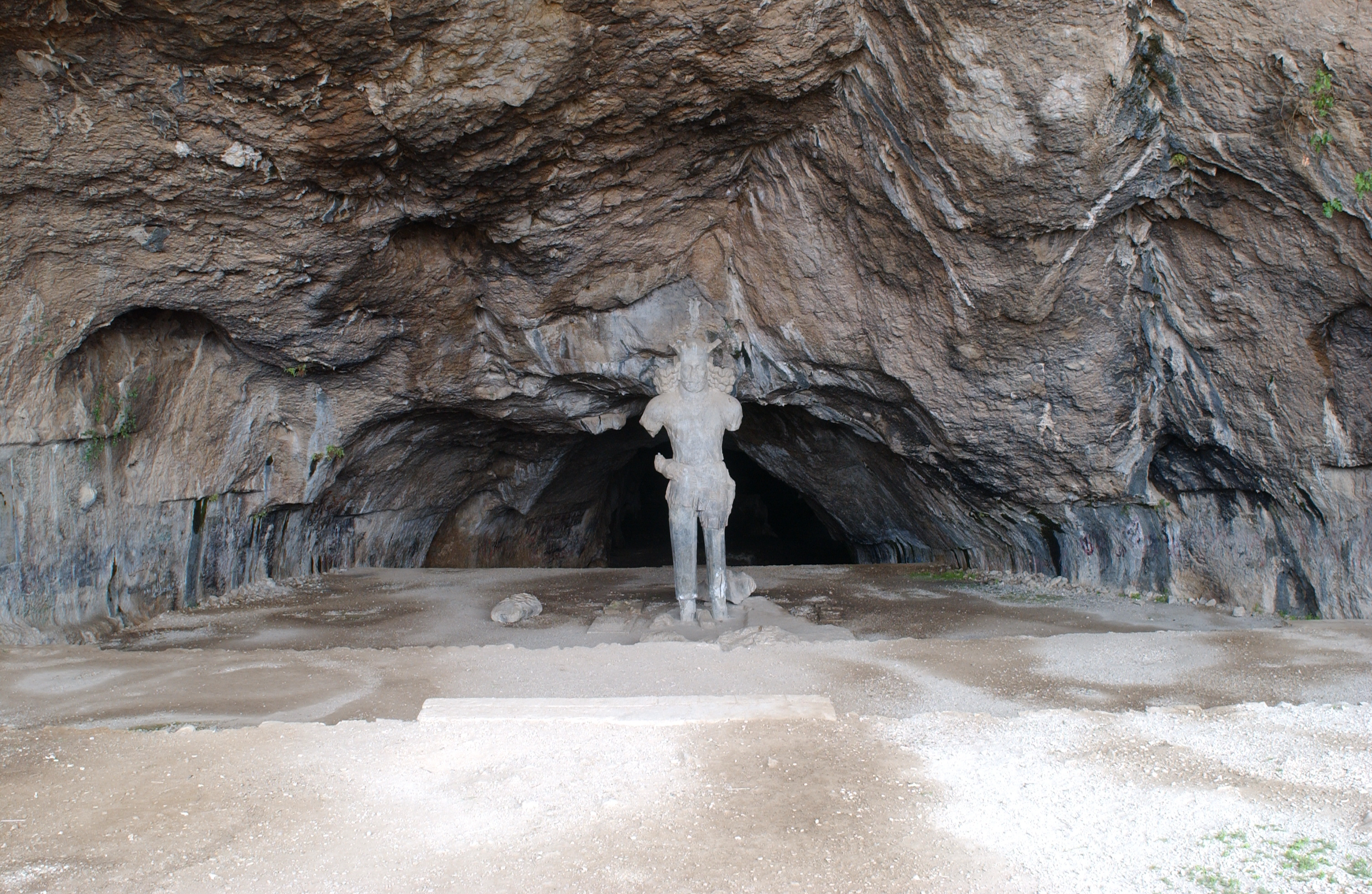
Estatua colosal de Shapur I
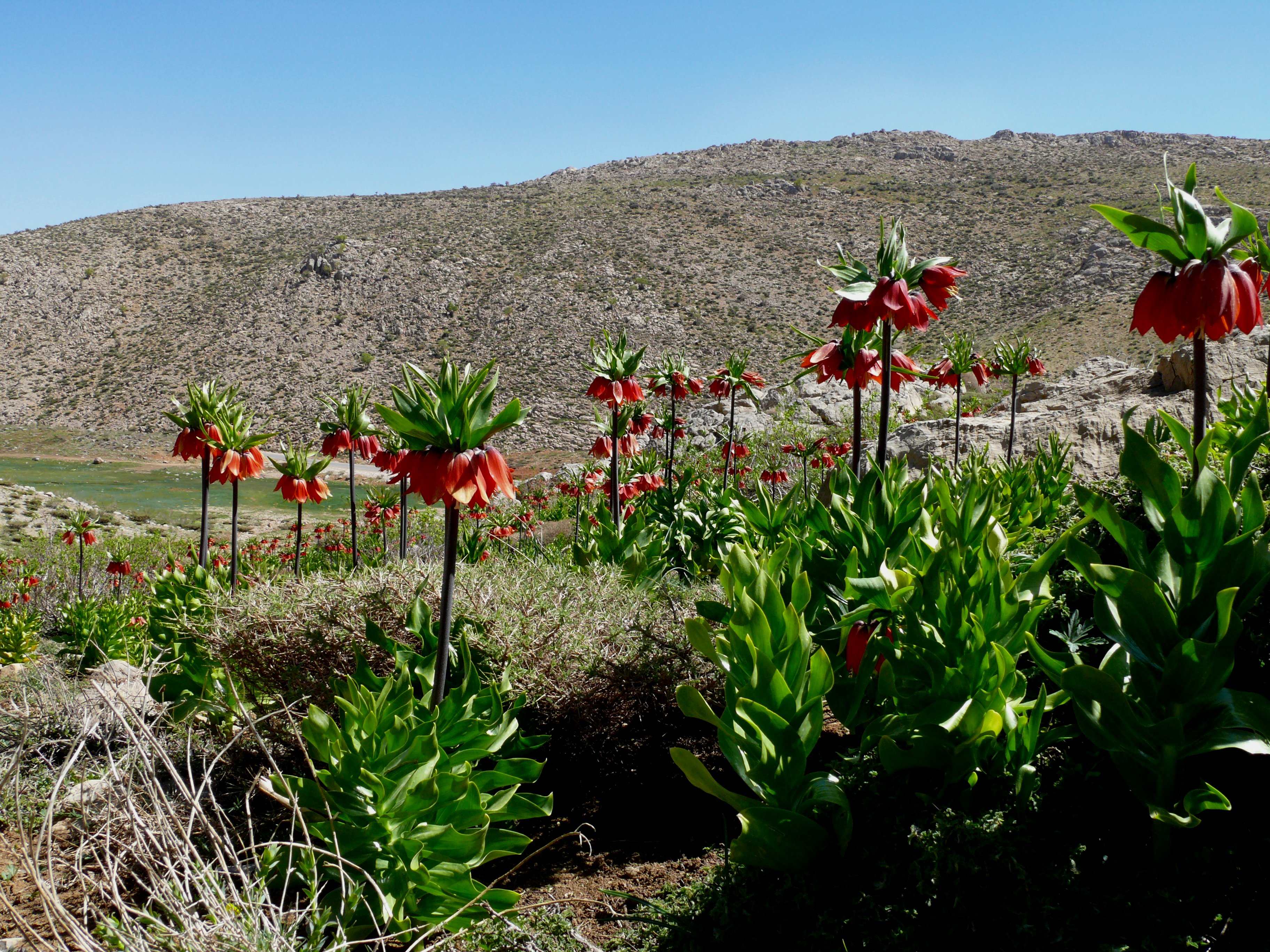
Llanura de Fritillaria imperialis, Condado Sepidan
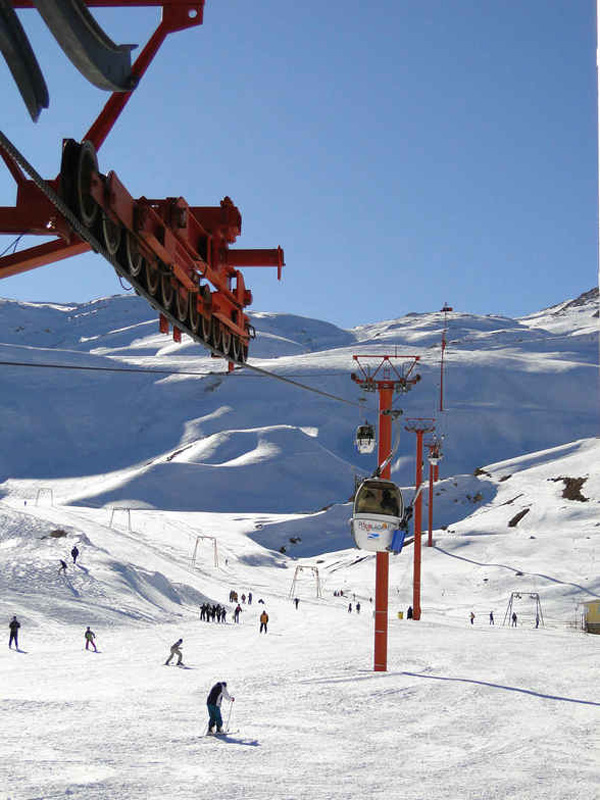
Pooladkaf estación de esquí
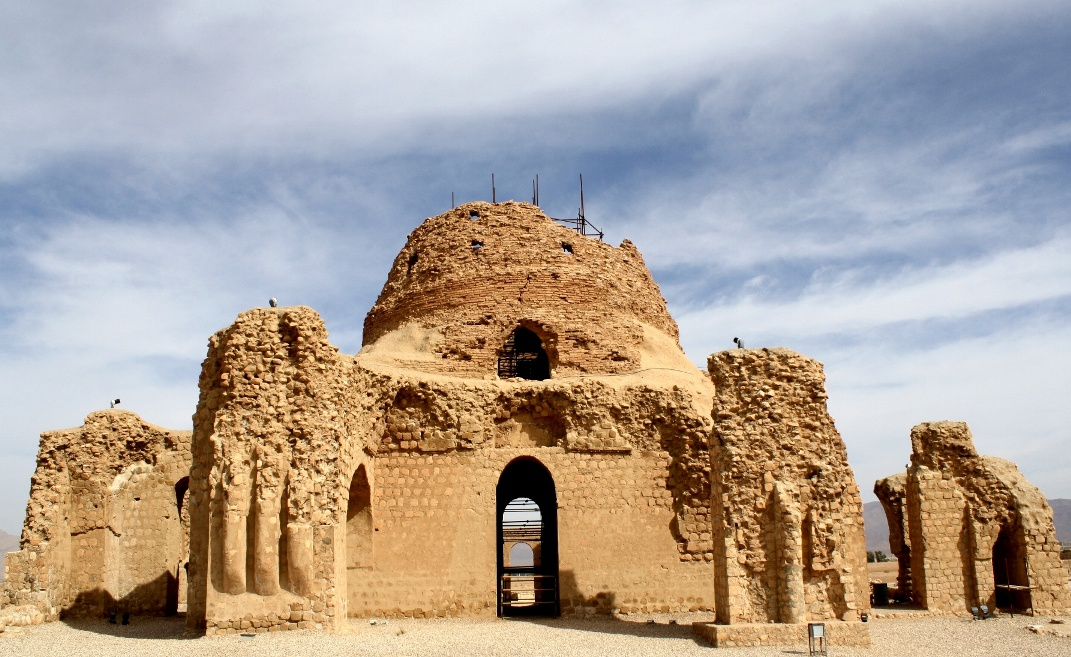
Palacio de Sarvestán en Sarvestan
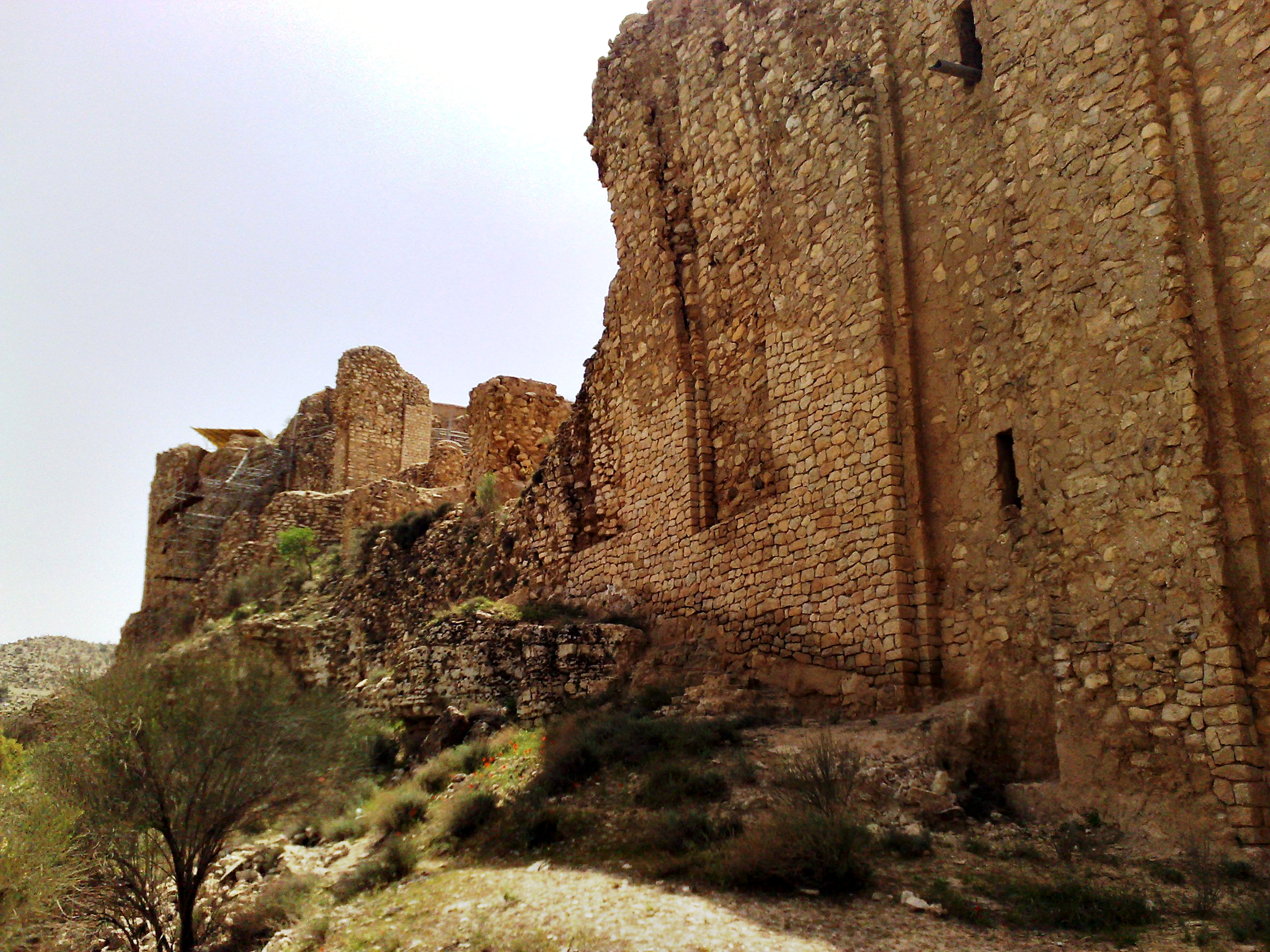
Qal'eh Dokhtar (Castillo de Chica)

## Geografía
Shiraz se localiza al sur de Irán, al noroeste de la provincia de Fars. La ciudad se encuentra en una planicie fértil al pie de los montes Zagros, a 1486 m sobre el nivel del mar. Shiraz se localiza a 919 km al sur de Teherán, la capital iraní. La ciudad tiene una superficie de 340 km². El Rudkhaneye Khoshk, que significa lecho seco, es un río que fluye temporalmente a través del norte de la ciudad hacia el lago Maharlu, al sureste de la ciudad.

### Clima
| Parámetros climáticos promedio de Shiraz, Irán           | Parámetros climáticos promedio de Shiraz, Irán | Parámetros climáticos promedio de Shiraz, Irán | Parámetros climáticos promedio de Shiraz, Irán | Parámetros climáticos promedio de Shiraz, Irán | Parámetros climáticos promedio de Shiraz, Irán | Parámetros climáticos promedio de Shiraz, Irán | Parámetros climáticos promedio de Shiraz, Irán | Parámetros climáticos promedio de Shiraz, Irán | Parámetros climáticos promedio de Shiraz, Irán | Parámetros climáticos promedio de Shiraz, Irán | Parámetros climáticos promedio de Shiraz, Irán | Parámetros climáticos promedio de Shiraz, Irán | Parámetros climáticos promedio de Shiraz, Irán |
| Mes                                                      | Ene.                                           | Feb.                                           | Mar.                                           | Abr.                                           | May.                                           | Jun.                                           | Jul.                                           | Ago.                                           | Sep.                                           | Oct.                                           | Nov.                                           | Dic.                                           | Anual                                          |
| -------------------------------------------------------- | ---------------------------------------------- | ---------------------------------------------- | ---------------------------------------------- | ---------------------------------------------- | ---------------------------------------------- | ---------------------------------------------- | ---------------------------------------------- | ---------------------------------------------- | ---------------------------------------------- | ---------------------------------------------- | ---------------------------------------------- | ---------------------------------------------- | ---------------------------------------------- |
| Temp. máx. abs. (°C)                                     | 22.4                                           | 24.0                                           | 30.6                                           | 34.0                                           | 38.6                                           | 42.0                                           | 43.2                                           | 42.0                                           | 39.0                                           | 34.4                                           | 28.4                                           | 23.2                                           | 43.2                                           |
| Temp. máx. media (°C)                                    | 12.1                                           | 14.7                                           | 18.9                                           | 23.8                                           | 30.6                                           | 36.1                                           | 37.8                                           | 37.0                                           | 33.7                                           | 27.8                                           | 20.5                                           | 14.4                                           | 25.6                                           |
| Temp. media (°C)                                         | 5.3                                            | 7.7                                            | 11.8                                           | 16.2                                           | 22.5                                           | 27.7                                           | 29.8                                           | 28.7                                           | 24.5                                           | 18.4                                           | 11.7                                           | 6.8                                            | 17.6                                           |
| Temp. mín. media (°C)                                    | -0.4                                           | 1.2                                            | 4.8                                            | 8.5                                            | 13.2                                           | 17.1                                           | 19.9                                           | 18.8                                           | 14.1                                           | 8.8                                            | 3.8                                            | 0.5                                            | 9.2                                            |
| Temp. mín. abs. (°C)                                     | -14.0                                          | -8.0                                           | -4.0                                           | -2.0                                           | 3.0                                            | 9.0                                            | 14.0                                           | 12.0                                           | 1.0                                            | 1.6                                            | -8.0                                           | -11.0                                          | -14.0                                          |
| Precipitación total (mm)                                 | 79.8                                           | 49.8                                           | 48.4                                           | 30.6                                           | 6.6                                            | 0.2                                            | 1.0                                            | 0.1                                            | 0.0                                            | 5.2                                            | 20.7                                           | 63.2                                           | 305.6                                          |
| Días de lluvias (≥ 1 mm)                                 | 8.7                                            | 7.9                                            | 7.9                                            | 6.4                                            | 2.1                                            | 0.2                                            | 0.8                                            | 0.4                                            | 0.1                                            | 1.2                                            | 3.7                                            | 7.2                                            | 46.6                                           |
| Días de nevadas (≥ 1 mm)                                 | 1.5                                            | 0.6                                            | 0.0                                            | 0.0                                            | 0.0                                            | 0.0                                            | 0.0                                            | 0.0                                            | 0.0                                            | 0.0                                            | 0.0                                            | 0.6                                            | 2.7                                            |
| Horas de sol                                             | 217.0                                          | 218.5                                          | 236.2                                          | 247.7                                          | 324.1                                          | 357.8                                          | 344.6                                          | 329.7                                          | 318.0                                          | 297.7                                          | 238.3                                          | 216.2                                          | 3345.8                                         |
| Humedad relativa (%)                                     | 65                                             | 58                                             | 51                                             | 46                                             | 32                                             | 22                                             | 24                                             | 24                                             | 26                                             | 34                                             | 48                                             | 61                                             | 40.9                                           |
| Fuente n.º 1: NOAA                                       |                                                |                                                |                                                |                                                |                                                |                                                |                                                |                                                |                                                |                                                |                                                |                                                |                                                |
| Fuente n.º 2: Iran Meteorological Organization (records) |                                                |                                                |                                                |                                                |                                                |                                                |                                                |                                                |                                                |                                                |                                                |                                                |                                                |

## Economía
Shiraz es el centro económico del sur de Irán. Desde la segunda mitad del siglo XIX, la ciudad fue testigo de ciertos desarrollos económicos que cambiaron la economía de la ciudad. La apertura del canal de Suez en 1869 permitió la importación masiva de productos manufacturados baratos de Europa, traídos desde Europa misma o desde la India. Los granjeros empezaron a cultivar en grandes cantidades, sin precedentes, la adormidera, el tabaco y el algodón. Gran parte de la cosecha para exportación pasó por Shiraz hacia el golfo Pérsico. Los mercaderes iraníes de Fars desarrollaron redes comerciales para el transporte de estas mercancías, estableciendo casas de comercio en Bombay, Calcuta, Puerto Saíd, Estambul e inclusive Hong Kong.

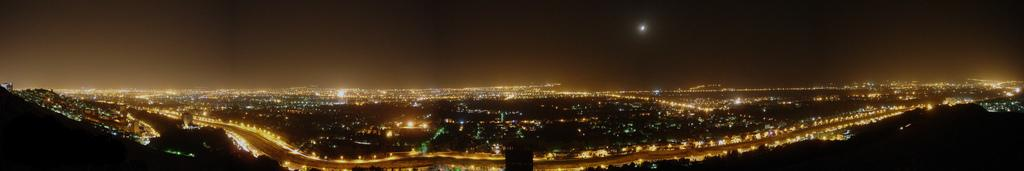
Vista panorámica de la noche.

La base económica de la ciudad proviene de los productos agropecuarios de la región, entre los que destaca la viticultura, la citricultura, la floricultura, el cultivo de arroz y algodón. La vitivinicultura ha estado presente en la historia de la región, donde se producía el vino shirazí. La industria se enfoca a la producción cementera, azucarera, maderera, metalurgia, de fertilizantes, textil, destacándose la producción de alfombras.
Shiraz cuenta con una refinería construida en 1973 la cual tiene una producción de 40 000 barriles por día y es administrada por la Compañía de Refinación de Petróleo de Shiraz (SORC), subsidiaria de la Compañía Nacional Iraní de Refinación y Distribución de Petróleo (NIOCPD).  La refinería produce gas licuado del petróleo, gasolina, queroseno, combustóleo, azufre y bitumen, productos que distribuidos en el sur y el este del país.
Es además un importante centro de la industria electrónica iraní, concentrando el 53 % de la inversión en esta área, agrupados dentro de la Zona Especial Económica Eléctrica y Electrónica de Shiraz, SEEZ, establecida en 2000.

## Transporte

### Aeropuertos
El Aeropuerto Internacional de Shiraz sirve como el más grande aeropuerto en la región Sur de Irán. Después de someterse a una renovación y a obras de reurbanización en 2005, el aeropuerto de Shiraz fue identificado como el segundo más fiable y moderno de Irán en cuanto a la seguridad de vuelo, incluidos los sistemas electrónicos de control y de navegación de su torre de vuelo.

### Metro
Las construcciones para la Línea 1 se iniciaron en 2001, y el primer tramo de esta línea fue oficialmente inaugurada por el vicepresidente Eshaq Jahangiri el 11 de octubre de 2014. Cuando se complete, tendrá tres líneas; 32 estaciones bajo tierra, seis arriba, y una estación especial conectado a la estación de tren.

### Autobuses
Shiraz cuenta con 71 líneas de autobuses con 500 000 coches.

## Ciudades hermanadas
- Chongqing (China)
- Dusambé (Tayikistán)
- Gyumri (Armenia)
- Malaca (Malasia)
- Nicosia (Chipre)
- Weimar (Alemania)